# 21. Februar
Der 21. Februar ist der 52. Tag des gregorianischen Kalenders, somit bleiben 313 Tage (in Schaltjahren 314 Tage) bis zum Jahresende.

## Ereignisse

### Politik und Weltgeschehen
- 0004: Gaius Caesar, designierter Nachfolger des Kaisers Augustus, stirbt an den Folgen einer Verwundung, die er im Vorjahr bei der Belagerung der armenischen Festung Artagira erhalten hat, in der lykischen Hafenstadt Limyra.
- 1322: In Frankreich wird Karl IV. der Schöne zum König gekrönt.
- 1388: Mit der Übersendung des Fehdebriefs durch Kurköln an Dortmund beginnt die Große Dortmunder Fehde. Neben dem Erzbischof von Köln und dem Grafen der Mark sagen in der Folge mehr als 40 weitere Territorialherren der Reichsstadt die Fehde an.
- 1519: Auf Drängen der christlichen Handwerker ordnet der Regensburger Stadtrat die Vertreibung der städtischen Juden an. Während des folgenden Pogroms wird die zu diesem Zeitpunkt größte jüdische Gemeinde im Heiligen Römischen Reich zerstört.
- 1808: Russische Truppen überschreiten ohne vorherige Kriegserklärung im heutigen Finnland die schwedische Grenze. Zar Alexander I. erfüllt mit dem Kriegsbeginn eine mit Napoleon Bonaparte im Frieden von Tilsit getroffene Übereinkunft. Ein Angriff war für den Fall geplant, dass der schwedische König Gustav IV. Adolf am Bündnis mit Großbritannien festhalte, was er tat.

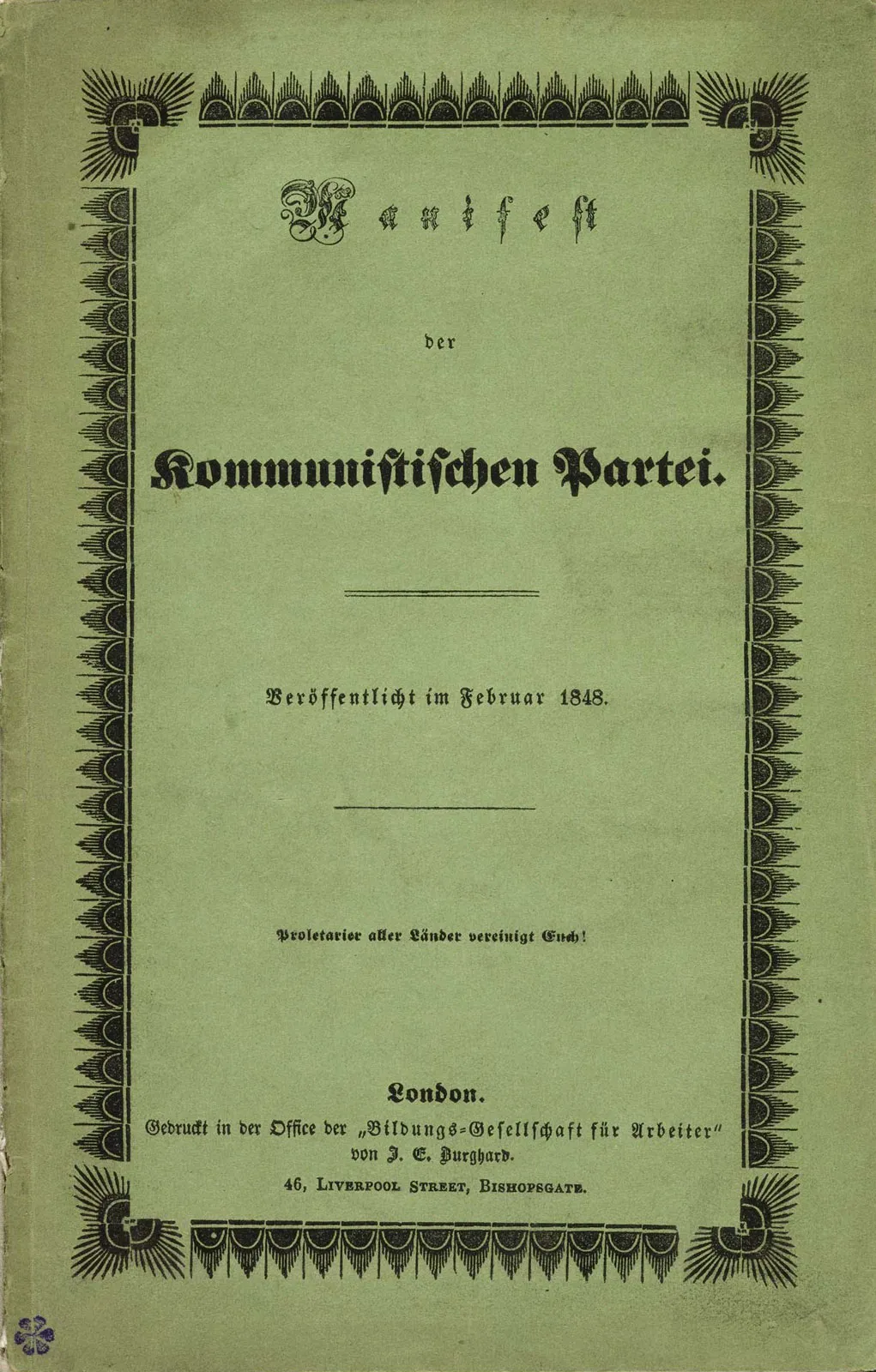
1848: Titelseite des Kommunistischen Manifests

- 1848: Karl Marx und Friedrich Engels veröffentlichen im Auftrag des Bundes der Kommunisten das Manifest der Kommunistischen Partei, in dem sie bereits weite Teile der später als Marxismus bezeichneten Gesellschaftstheorie entwickeln.
- 1848: In Paris führt das Verbot eines Banketts zur Wahlrechtsreform durch den Bürgerkönig Louis Philippe von Orléans zu öffentlichen Protesten, die sich zur Februarrevolution ausweiten.
- 1887: Bei der Reichstagswahl gewinnen die konservativ-liberalen sogenannten „Kartellparteien“, die Bismarcks Position in der Frage des Heeresetats unterstützen.

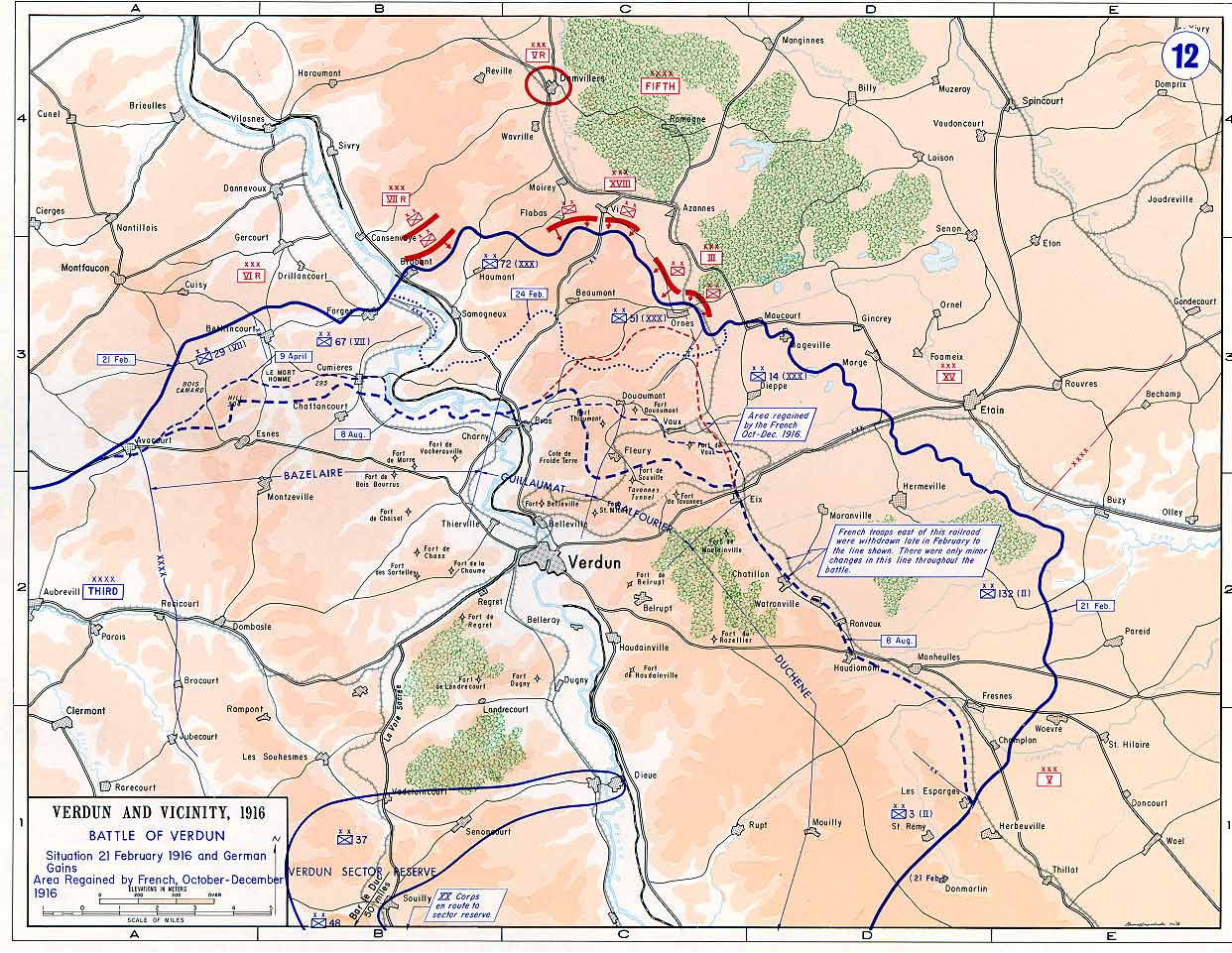
1916: Karte zu Beginn der Schlacht

- 1916: Die bis zum 18. Dezember dauernde Schlacht um Verdun im Ersten Weltkrieg beginnt. Die deutsche Seite setzt beim Angriff erstmals zwölf Fesselballone koordiniert ein. Die Feldluftschiffer liefern Informationen zur Gefechtsfeldaufklärung.
- 1919: Der Student Anton Graf von Arco auf Valley verübt ein Attentat auf den bayerischen Ministerpräsidenten Kurt Eisner. Die Ermordung des sozialistischen Staatsmannes ist eine der Ursachen für die Ausrufung der Münchner Räterepublik am 7. April.
- 1921: Der Journalist Seyyed Zia al Din Tabatabai und Reza Khan, Kommandeur einer Einheit der Persischen Kosakenbrigade, stürzen gemeinsam mit den Offizieren Masoud Keyhan und Ahmad Amir-Ahmadi mit dem Putsch vom 21. Februar 1921 den iranischen Premierminister Fathollah Akbar Sepahdar.
- 1931: Peruanische Revolutionäre begehen in Arequipa die früheste bekannte Flugzeugentführung, die nach 10 Tagen ohne Opfer endet.
- 1952: Bengalische Sprachbewegung: Bei einer Demonstration von Studenten der Universität Dhaka (Ostpakistan) gegen die Einführung von Urdu als alleinige Staatssprache kommen durch Polizeiaktionen mehrere Demonstranten ums Leben. Der 21. Februar wird später durch die UNESCO zum Internationalen Tag der Muttersprache erklärt.
- 1958: Der im Ausland lebende Otto von Habsburg, ältester Sohn von Kaiser Karl I., erklärt seinen Verzicht auf Ansprüche gegenüber der Republik Österreich und Treue zu ihrer Verfassung. Eine mögliche Einreise löst innenpolitische Querelen aus, die sich auch nach einer offiziell zu Protokoll gegebenen Verzichtserklärung nicht legen.

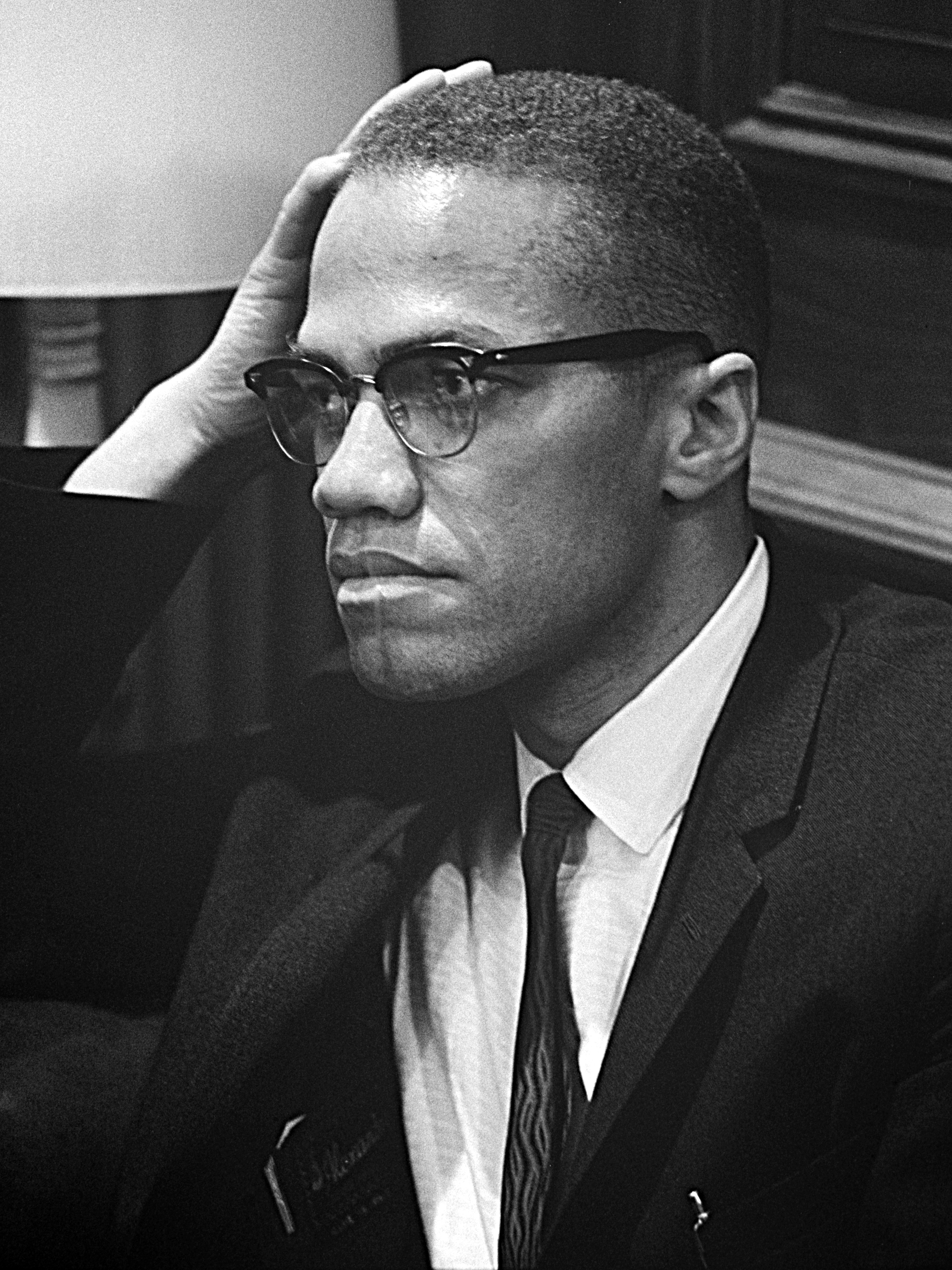
1965: Malcolm X

- 1965: Bei einer Rede in Harlem, New York, wird der Bürgerrechtler Malcolm X erschossen. Die drei Attentäter stammen vermutlich aus dem Umfeld von Elijah Muhammads Nation of Islam.
- 1971: In Wien kommt die Konvention über psychotrope Substanzen zustande, ein internationales Abkommen mit dem Ziel, den privaten Drogenkonsum einzudämmen und die Verwendung für wissenschaftliche und medizinische Zwecke zu regulieren.
- 1972: US-Präsident Richard Nixon besucht die Volksrepublik China und führt in Peking Gespräche mit Mao Zedong.

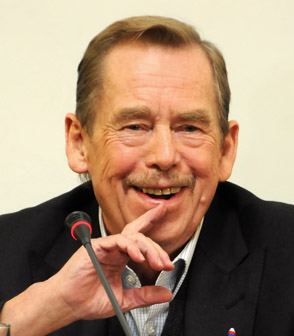
1989: Václav Havel

- 1989: Der Schriftsteller und Regimekritiker Václav Havel wird wegen „Rowdytums“ zu neun Monaten verschärfter Haft verurteilt. Noch im selben Jahr, nach der „Samtenen Revolution“, wird er zum Präsidenten der Tschechoslowakei gewählt.
- 1992: Der UN-Sicherheitsrat beschließt die Entsendung einer Friedenstruppe nach Jugoslawien.
- 1995: Nachdem seine eigene Partei die Parlamentswahlen am 12. Januar verloren hat, ernennt der nigrische Präsident Mahamane Ousmane den bisherigen Oppositionsführer Hama Amadou zum Ministerpräsidenten. Die beiden blockieren einander in der Folge.
- 2003: Kroatien stellt in Athen den Antrag auf Mitgliedschaft in der EU.

2004: Logo der Europäischen Grünen

- 2004: In Rom wird als erste gesamteuropäische Partei die Europäische Grüne Partei gegründet. Ihr gehören 35 Parteien aus 32 europäischen Ländern an.
- 2007: Nach einer Abstimmungsniederlage bietet der italienische Ministerpräsident Romano Prodi seinen Rücktritt an, der von Staatspräsident Giorgio Napolitano jedoch nicht angenommen wird.
- 2022: In einer live übertragenen Fernsehansprache verkündet der russische Präsident Wladimir Putin unter Bruch des Völkerrechts die Anerkennung der selbsternannten „Volksrepubliken“ Donezk und Luhansk als souveräne Staaten und spricht der Ukraine zugleich ihre Unabhängigkeit ab. Am selben Tag ordnet Putin die Entsendung von Truppen in die „Volksrepubliken“ im Osten der Ukraine an. Drei Tage später beginnt schließlich der großangelegte russische Überfall auf die Ukraine.

### Wirtschaft
- 1828: Cherokee Phoenix, die erste von Indianern herausgegebene Zeitung, erscheint in New Echota, der Hauptstadt der Cherokee-Nation. Der Ort ist heute im US-Bundesstaat Georgia gelegen.
- 1842: In den Vereinigten Staaten erhält John James Greenough das erste US-Patent auf eine Nähmaschine. Sie ist auch zur Lederverarbeitung gedacht.
- 1878: New Haven, Connecticut verfügt über das weltweit erste Verzeichnis der Telefonteilnehmer. Es umfasst 50 Einträge.
- 1925: Die erste Ausgabe des von Harold Ross gegründeten US-amerikanischen Magazins The New Yorker erscheint.
- 1935: Der französische Parfümeur Armand Petitjean gründet in Paris das Unternehmen Lancôme, das rasch für seine Parfüms bekannt wird. Die Luxusmarke wird 1964 an den L’Oréal-Konzern verkauft.

1946: Die Zeit-Logo

- 1946: Die erste Ausgabe der überregionalen deutschen Wochenzeitung Die Zeit erscheint als Lizenzzeitung mit einer Auflage von 25.000 Exemplaren.
- 1996: Die traditionsreiche Werft Bremer Vulkan stellt einen Vergleichsantrag, der Konkurs folgt wenige Monate später.

2000: Logo der FTD

- 2000: Die erste Ausgabe der Financial Times Deutschland, Schwesterblatt der Financial Times, erscheint unter der Aufsicht des britischen Gründungschefredakteurs Andrew Gowers und unter Geschäftsführung von Michael Rzesnitzek.

### Wissenschaft und Technik
- 1811: Die Philosophical Transactions of the Royal Society dokumentieren einen Beitrag von Humphry Davy über Experimente im Vorjahr. Er kommt danach zur Erkenntnis, dass Chlor ein eigenes chemisches Element sei.
- 1832: Eine englische Antarktis-Expedition unter John Biscoe entdeckt die dem Grahamland auf der Antarktischen Halbinsel vorgelagerten Inseln.
- 1902: Harvey Cushing führt seine erste Gehirnoperation durch.
- 1946: Gründung der Arbeitsgemeinschaft für zeitgemäßes Bauen e. V., Bauforschungsinstitut der Bundesrepublik Deutschland, in Kiel.

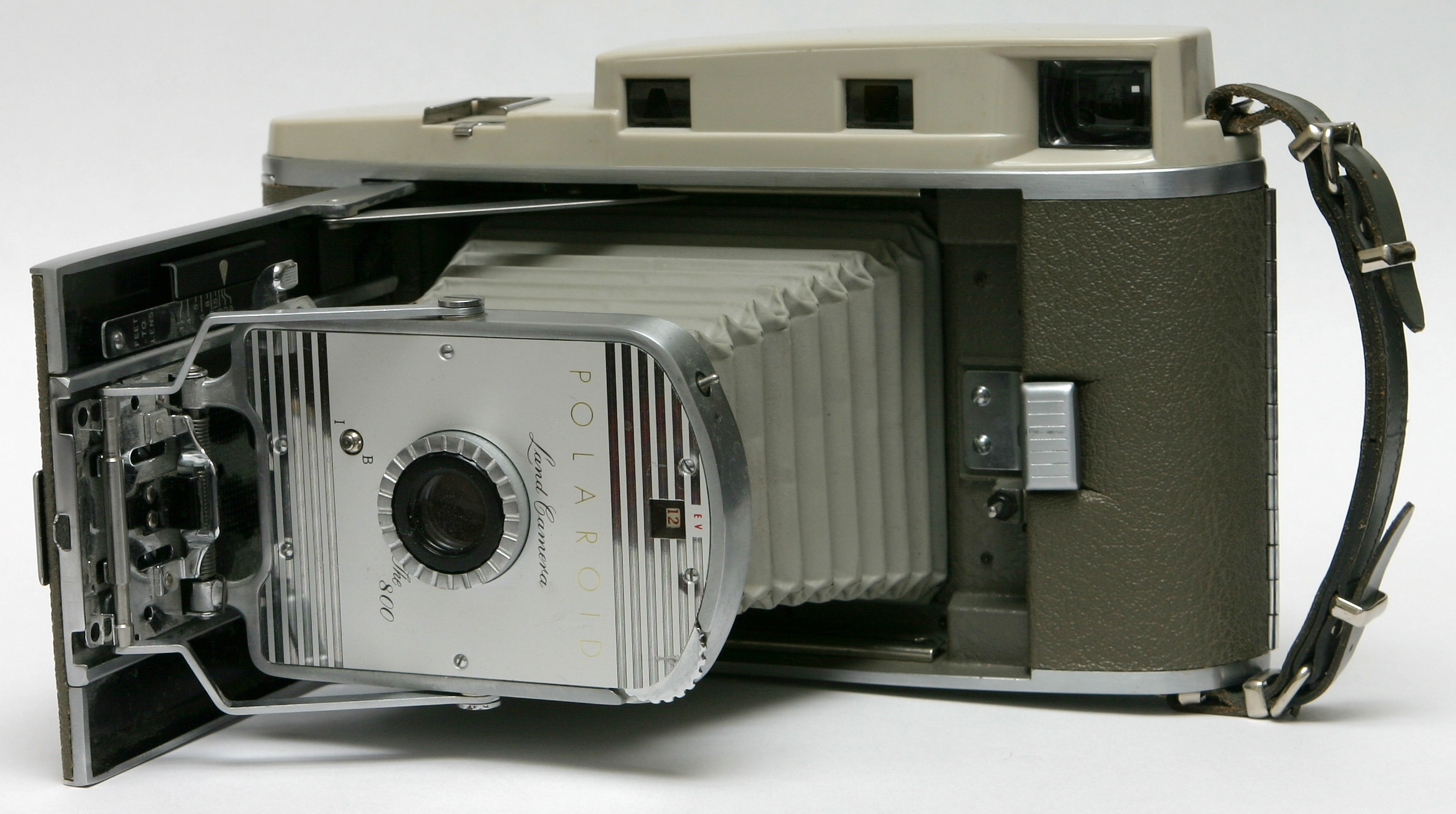
1947: Sofortbildkamera (Modell von 1957)

- 1947: Der Physiker Edwin Herbert Land stellt in New York gemeinsam mit der Firma Polaroid die erste Sofortbildkamera vor.

### Kultur
- 1822: An der Opéra-Comique in Paris erfolgt die Uraufführung der komischen Oper Le Petit souper von Victor Dourlen.
- 1826: Am Teatro La Fenice in Venedig wird die Oper Caritea, Regina di Spagna von Saverio Mercadante uraufgeführt.
- 1852: Die komische Oper La poupée de Nuremberg (Die Nürnberger Puppe) von Adolphe Adam wird an der Opéra-Comique in Paris uraufgeführt.
- 1880: Am Carltheater in Wien wird die Operette Donna Juanita von Franz von Suppè uraufgeführt.

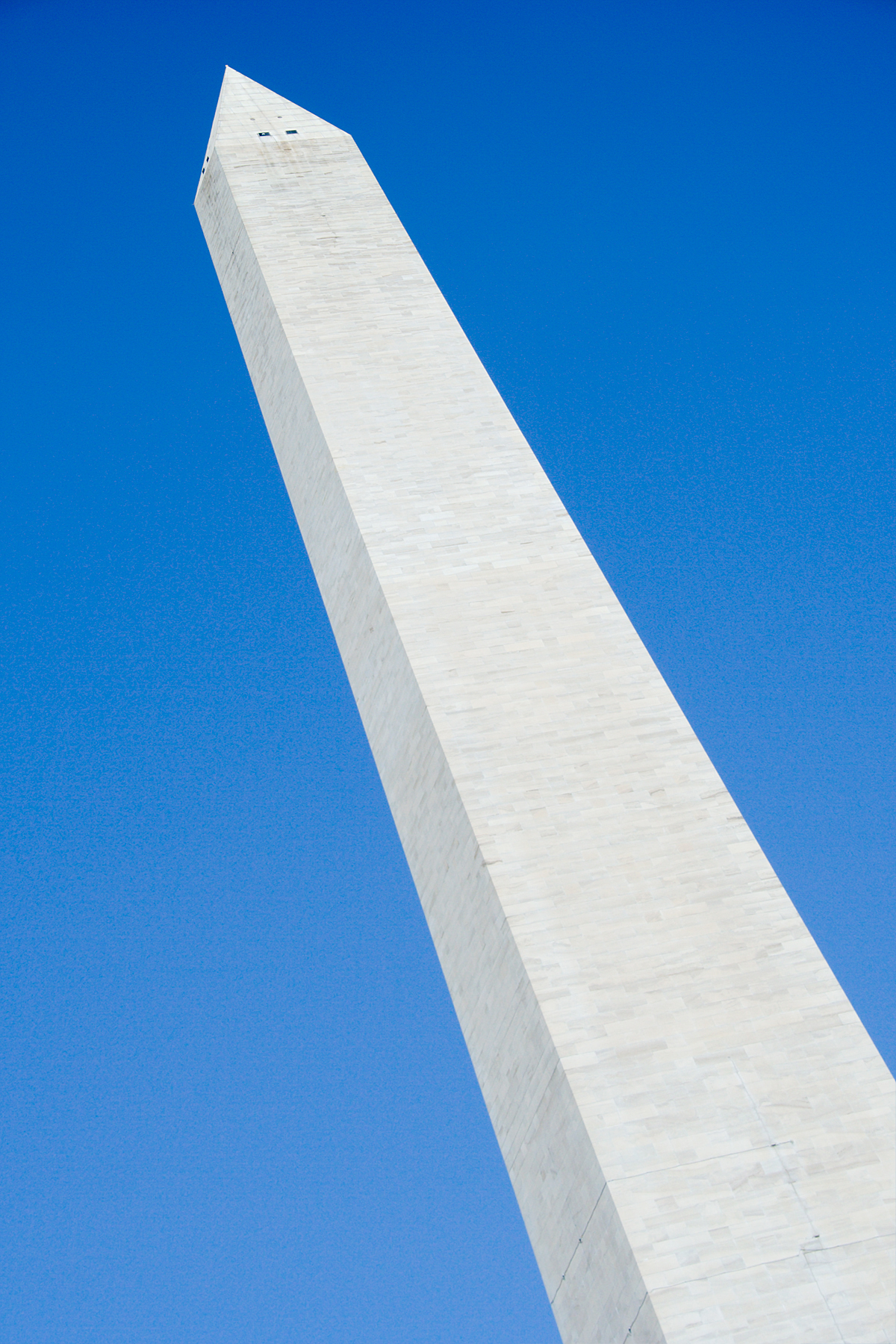
1885: Washington Monument

- 1885: Das von Robert Mills entworfene Washington Monument, ein Marmor-Obelisk zwischen dem Kapitol der Vereinigten Staaten und dem Lincoln Memorial in Washington, D.C., wird eingeweiht.
- 1886: Fast fünf Jahre nach dem Tod von Modest Petrowitsch Mussorgski wird seine Oper Chowanschtschina in der Fassung von Nikolai Andrejewitsch Rimski-Korsakow im Musikdramatischen Klub in Sankt Petersburg uraufgeführt.
- 1907: An der Komischen Oper Berlin erfolgt die Uraufführung der Oper A Village Romeo and Juliet von Frederick Delius nach Gottfried Kellers Novelle Romeo und Julia auf dem Dorfe.
- 1919: Die Oper Absalom da Et’eri von Sakaria Paliaschwili wird in Tiflis uraufgeführt.
- 1927: Am Deutschen Künstlertheater in Berlin erfolgt die Uraufführung der von Franz Lehár für den Tenor Richard Tauber geschriebenen Operette Der Zarewitsch.
- 1930: Die Uraufführung der Operette Viktoria und ihr Husar von Paul Abraham findet in Budapest statt.

1958: Peace-Zeichen (CND-Symbol)

- 1958: Der britische Künstler Gerald Holtom entwirft als Friedenszeichen das CND-Symbol. Es soll den Londoner Ostermarsch mit dem Ziel, baldmöglichst nukleare Abrüstung zu erreichen, optisch unterstützen.
- 1962: Im Schauspielhaus Zürich wird Friedrich Dürrenmatts groteske Komödie Die Physiker mit Therese Giehse in der Rolle der Anstaltsleiterin uraufgeführt.
- 1962: Der Bayerische Rundfunk sendet mit „Spuk in der Werkstatt“ die erste Folge der Hörspielreihe Meister Eder und sein Pumuckl. Die typische Pumuckl-Stimme stammt von Hans Clarin.
- 1978: Bei Bauarbeiten in Mexiko-Stadt wird ein Stein gefunden, der Träger eines Reliefs der aztekischen Mondgöttin Coyolxauhqui war. Weitere Grabungen fördern Überreste des von den Spaniern zerstörten Templo Mayor zu Tage, der größten Kultstätte Tenochtitlans.
- 1999: Der US-amerikanische Regisseur Terrence Malick gewinnt für seinen Film Der schmale Grat den Goldenen Bären bei den Internationalen Filmfestspielen in Berlin.

### Gesellschaft
- 1816: Der niederländische Kronprinz Wilhelm heiratet in Sankt Petersburg die Großfürstin Anna Pawlowna, eine Tochter des bereits gestorbenen Zaren Paul I. und seiner Frau Sophie Dorothee von Württemberg.

### Religion

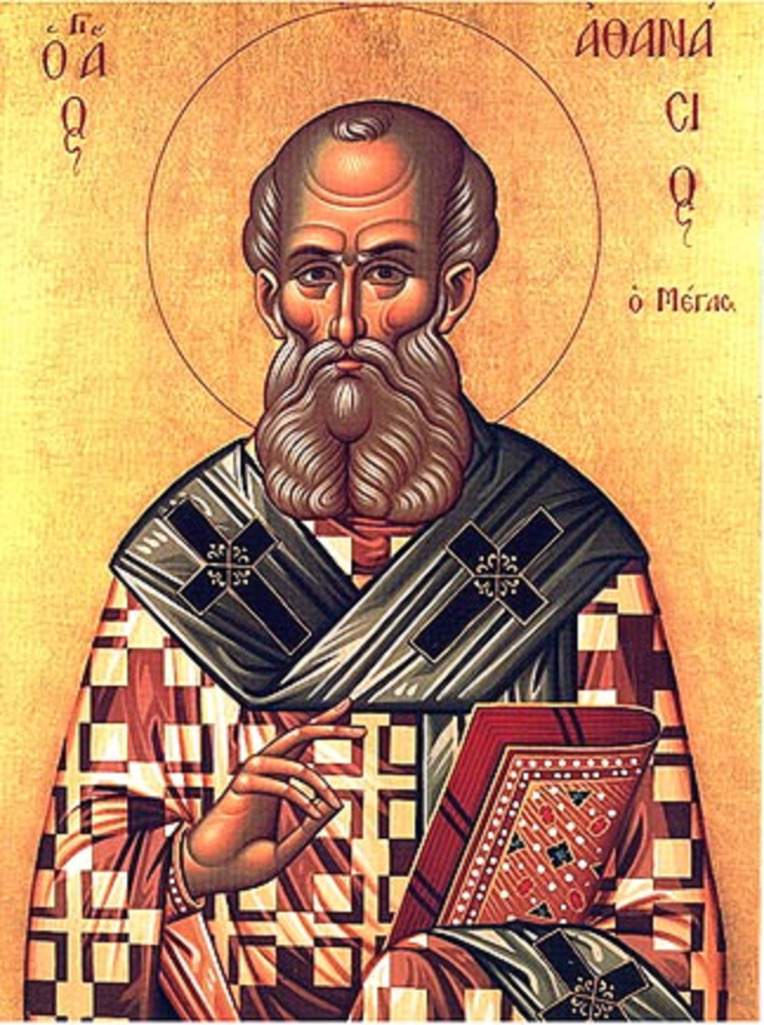
362: Athanasius

- 0362: Der aus der Stadt verbannte Kirchenvater Athanasius kehrt nach dem Restitutionsedikt des Kaisers Julian als Bischof nach Alexandria zurück.
- 1384: Die Katholisch-Theologische Fakultät der Universität Wien wird von Herzog Albrecht III. gegründet und ist somit die erste im deutschen Sprachraum.
- 1431: Jeanne d’Arc wird der Ketzerei angeklagt und in Rouen vor ein Gericht gestellt.

### Katastrophen

1858: Lage des alten Korinth

- 1858: Ein Erdbeben zerstört die griechische Stadt Korinth. Sie wird danach sechs Kilometer entfernt wieder aufgebaut.
- 1907: Das britische Passagierschiff Berlin sinkt im Sturm im Hafen von Hoek van Holland. 128 Menschen kommen ums Leben.
- 1970: Aufgrund einer Bombenexplosion kurz nach dem Start stürzt ein Passagierflugzeug der Swissair, unterwegs von Zürich nach Tel Aviv, ab. 47 Menschen kommen bei dem Anschlag ums Leben, der eigentlich einem El-Al-Flug gegolten hat. Am selben Tag explodiert eine Bombe in einer Austrian Airlines-Maschine auf dem Weg von Frankfurt nach Wien, die jedoch sicher wieder in Frankfurt landen kann.
- 1973: Die israelische Luftwaffe schießt über der Halbinsel Sinai eine Boeing 727 der Libyan Airlines ab, weil sie es für ein feindliches Flugzeug hält. Von den 113 Personen an Bord überleben lediglich fünf.
- 2005: Nach anhaltenden Schneefällen werden bei mehreren Lawinen im indischen Teil Kaschmirs mehr als 100 Menschen getötet.

Kleinere Unglücksfälle sind in den Unterartikeln von Katastrophe und in der Liste von Katastrophen aufgeführt.

### Natur und Umwelt

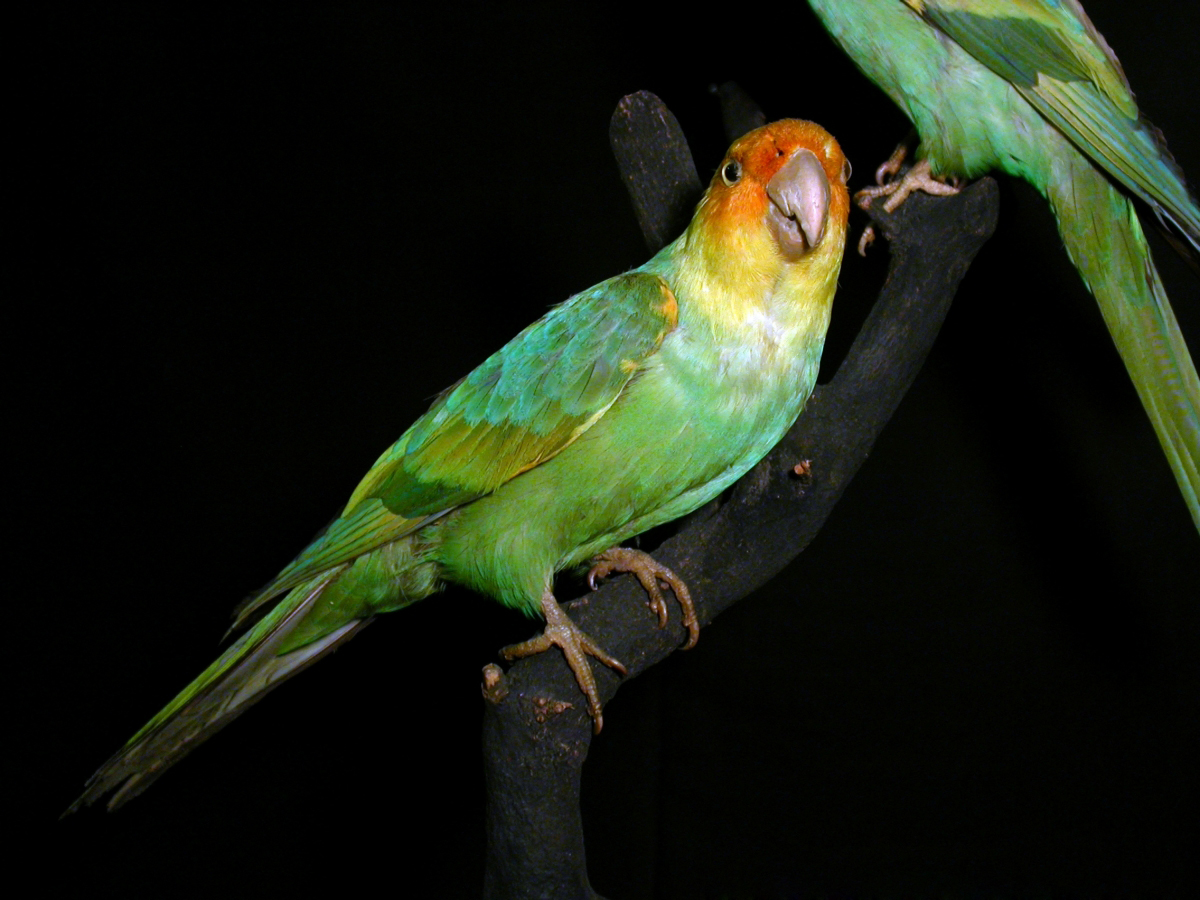
1918: Karolinasittich (Schaustück)

- 1918: Im Zoo von Cincinnati stirbt Incas, der letzte Karolinasittich. Seither gilt die einzige Papageienart Nordamerikas als ausgestorben.

### Sport
- 1960: Bei den VIII. Olympischen Winterspielen in Squaw Valley findet erstmals eine olympische Biathlonveranstaltung statt. Der Schwede Klas Lestander wird über die 20-km-Distanz Biathlonolympiasieger.
- 1967: Die Skipiste Hohe-Wand-Wiese in Wien ist Austragungsort des weltweit ersten Parallel-Slaloms.
- 1976: Die 1. Winter-Paralympics werden in der schwedischen Stadt Örnsköldsvik eröffnet.
- 1995: Dem Ballonfahrer Steve Fossett gelingt als Erstem die Überquerung des Pazifik in einem Ballon. Nach viertägiger Fahrt landet der in Südkorea gestartete Abenteurer und Milliardär in der kanadischen Provinz Saskatchewan.
- 1999: Der Deutsche Martin Schmitt aus Furtwangen erringt bei den Nordischen Ski-Weltmeisterschaften die Goldmedaille im Skispringen von der Großschanze, Silber geht an Sven Hannawald aus Hinterzarten.

Einträge von Leichtathletik-Weltrekorden befinden sich unter der jeweiligen Disziplin unter Leichtathletik.

## Geboren

### Vor dem 18. Jahrhundert

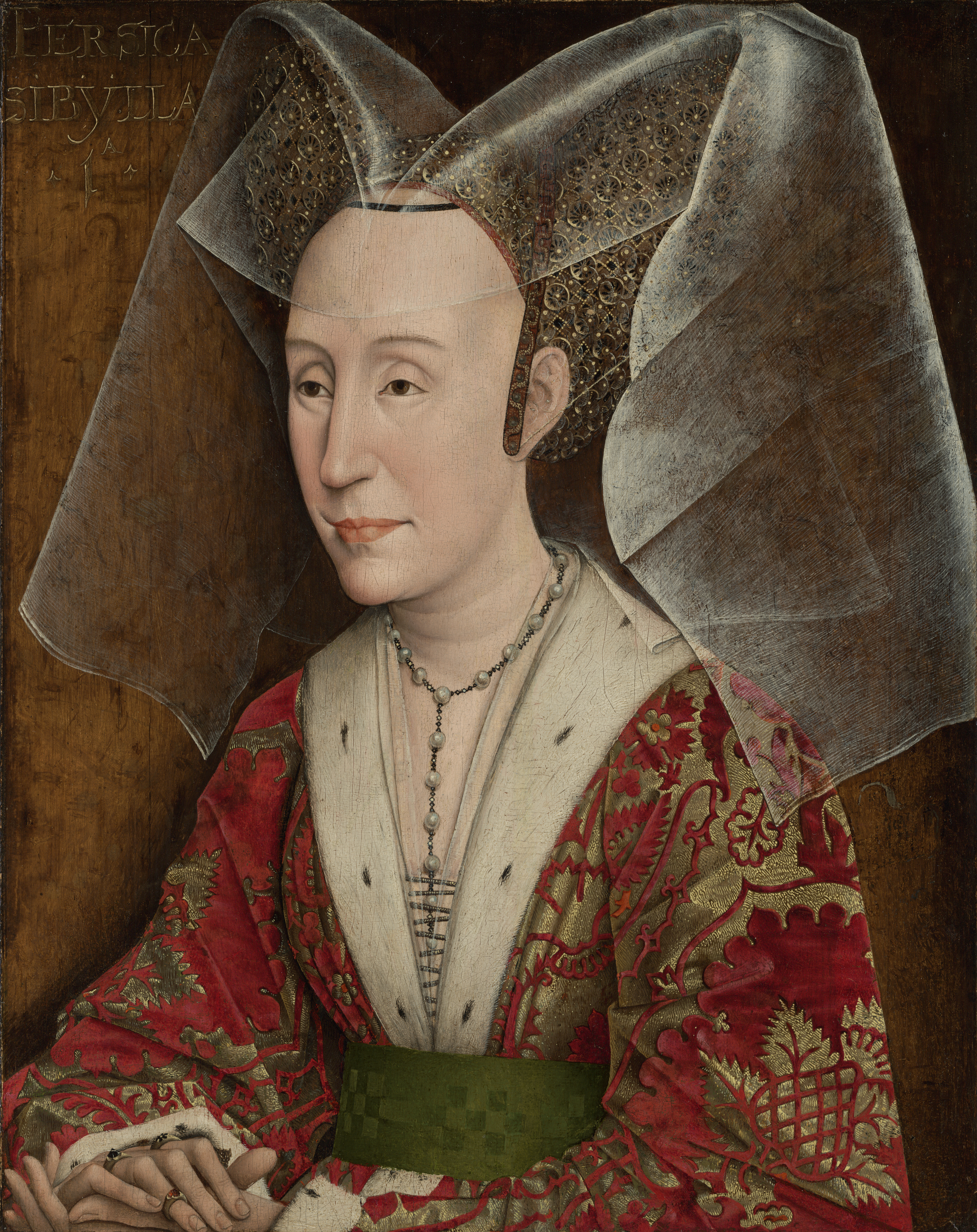
Isabella von Portugal (* 1397)

- 1397: Isabel de Portugal, Ehefrau Herzog Philipps III. von Burgund, Herzogin von Burgund, Mutter Karls des Kühnen
- 1413: Ludwig, Herzog von Savoyen
- 1484: Joachim I., Kurfürst von Brandenburg
- 1490: Hans Dürer, deutscher Maler, Zeichner und Graveur
- 1499: Edmund Tudor, 1. Duke of Somerset, dritter Sohn von Heinrich VII. von England
- 1526: Abraham Ulrich, deutscher evangelischer Theologe
- 1541: Philipp V. von Hanau-Lichtenberg, Graf von Hanau-Lichtenberg
- 1549: Ottilia von Fürstenberg, Priorin des Klosters Oelinghausen und Äbtissin des Stifts Heerse
- 1556: Sethus Calvisius, deutscher Komponist, Thomaskantor in Leipzig, Musiktheoretiker, Astronom und Mathematiker
- 1588: Franz Christoph von Khevenhüller, kaiserlicher Gesandter in Madrid und österreichischer Historiker
- 1588: Cassiano dal Pozzo, italienischer Gelehrter und Mäzen
- 1591: Gérard Desargues, französischer Architekt und Mathematiker
- 1594: Johann Ernst I., Herzog von Sachsen-Weimar
- 1599: Giovanni Battista Vanni, italienischer Maler und Radierer
- 1609: Raimondo Montecuccoli, österreichischer Feldherr, Diplomat und Reichsfürst
- 1617: Johann Heinrich von Dünewald, österreichischer Generalfeldmarschall der Kavallerie
- 1625: Joan Huydecoper van Maarsseveen, Bürgermeister und Regent von Amsterdam
- 1632: Aegidius Strauch II., deutscher lutherischer Theologe
- 1638: Bernhard, Herzog von Sachsen-Jena
- 1648: Johann Friedrich Karg von Bebenburg, kurkölnischer Obristkanzler und Premierminister
- 1651: Silvius II. Friedrich, Herzog von Württemberg-Oels
- 1675: Franz Xaver Josef von Unertl, kurfürstlich bayerischer Geheimer Ratskanzler und Konferenzminister
- 1682: Filippo Balatri, italienischer Sänger, Kastrat und Mönch
- 1690: Christoph Stoltzenberg, deutscher Komponist

### 18. Jahrhundert
- 1703: Schāh Walī Allāh ad-Dihlawī, indisch-islamischer Denker
- 1705: Edward Hawke, 1. Baron Hawke, britischer Admiral und Politiker
- 1710: Willem van Haren, niederländischer Dichter und Staatsmann
- 1721: John McKinly, US-amerikanischer Politiker
- 1725: Johann Jacob Tischbein, deutscher Maler
- 1727: Christian Just Wiedeburg deutscher Jurist und Regierungsbeamter von Sachsen-Weimar-Eisenach
- 1728: Peter III., Zar von Russland und Herzog von Holstein-Gottorf
- 1731: Anton von Störck, österreichischer Mediziner
- 1739: Karl Friedrich Reinhard von Gemmingen, Minister am Hofe Karl Alexanders von Brandenburg-Ansbach, Ritterhauptmann des Ritterkantons Odenwald und Generaldirektor der Reichsritterschaft
- 1744: Eise Eisinga, niederländischer Astronom
- 1755: Antonio Bagatella, italienischer Musiktheoretiker und Geigenbauer
- 1755: Carl Heinrich August von Lindenau, preußischer Generalleutnant und Reichsstallmeister des Königs Friedrich Wilhelm II.
- 1759: Martin von Molitor, österreichischer Maler und Zeichner
- 1759: Ludovike Simanowiz, deutsche Malerin
- 1764: Franz Xaver Glöggl, österreichischer Musikgelehrter und Domkapellmeister zu Linz
- 1770: Georges Mouton de Lobau, französischer General, Pair und Marschall von Frankreich
- 1775: Karl Johann Jakob Schultheß, Schweizer Maler
- 1777: Johann Heinrich Leberecht Pistorius, deutscher Kaufmann, Landwirt und Erfinder (Pistoriusscher Brennapparat)

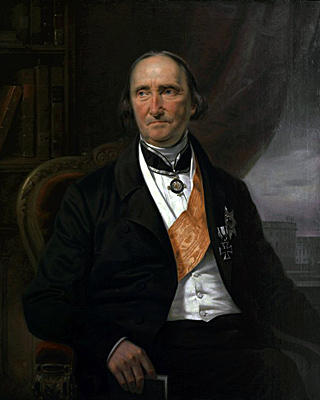
Friedrich Carl von Savigny (* 1779)

- 1779: Friedrich Carl von Savigny, deutscher Rechtsgelehrter und Kronsyndikus, Begründer der Historischen Rechtsschule
- 1783: Katharina von Württemberg, Königin von Westphalen
- 1785: Karl August Varnhagen von Ense, deutscher Schriftsteller und Biograph
- 1791: Carl Czerny, österreichischer Pianist
- 1791: John Mercer, britischer Chemiker, Erfinder der Merzerisation zur Textilveredelung
- 1792: Albert Schiffner, deutscher Geograf und Lexikograf
- 1794: Antonio López de Santa Anna, mexikanischer General und Politiker
- 1795: Francisco Manuel da Silva, brasilianischer Komponist
- 1796: Johann Jakob Aenishänslin, Schweizer Politiker

### 19. Jahrhundert

#### 1801–1850
- 1801: Heinrich Leberecht Fleischer, deutscher Arabist
- 1801: Johann Wenzel Kalliwoda, böhmischer Komponist, Kapellmeister und Violinist

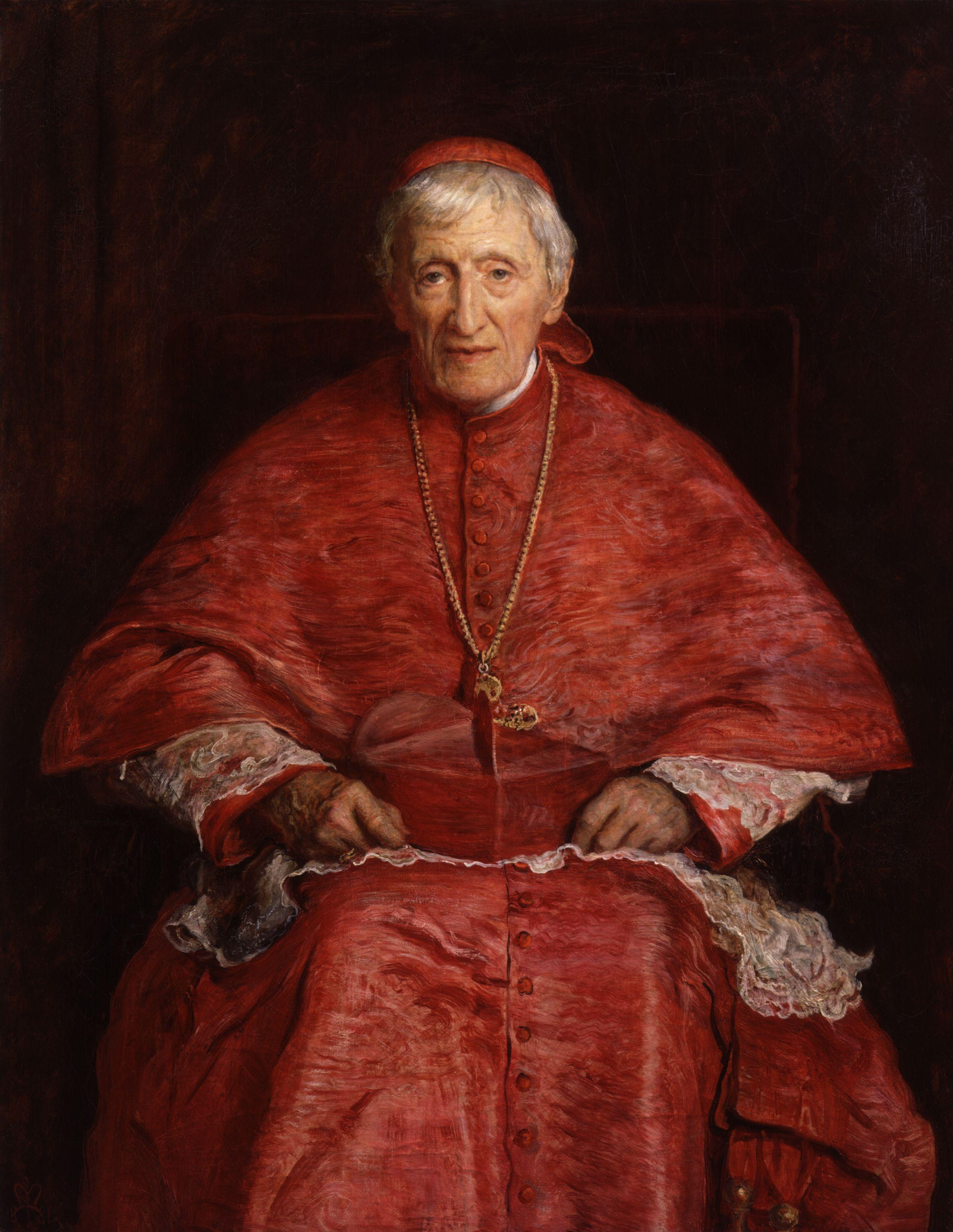
John Henry Newman (* 1801)

- 1801: John Henry Newman, britischer katholischer Theologe und Kardinal, zuvor anglikanischer Pfarrer und Theologe
- 1805: Theodor Hartig, deutscher Forstwissenschaftler, Gründer des Forstgartens Arboretum Riddagshausen
- 1805: David Tod, US-amerikanischer Politiker
- 1806: Johann Georg Hiltensperger, deutscher Bauunternehmer
- 1808: Wilhelm Löhe, deutscher evangelischer Theologe, fränkischer Diakonissenvater
- 1809: Wilhelm Dunker, deutscher Geologe, Paläontologe und Zoologe
- 1812: Franz Joseph Aufschläger, deutscher Geistlicher
- 1815: Joseph Glover Baldwin, US-amerikanischer Schriftsteller, Politiker und Jurist
- 1816: Józef Michał Poniatowski, polnischer Komponist, Sänger und Diplomat
- 1817: José Zorrilla y Moral, spanischer Dichter und Dramatiker
- 1820: Apollo Korzeniowski, polnischer Schriftsteller und Patriot
- 1821: Peter Acklin, Schweizer Jurist, Journalist und Politiker

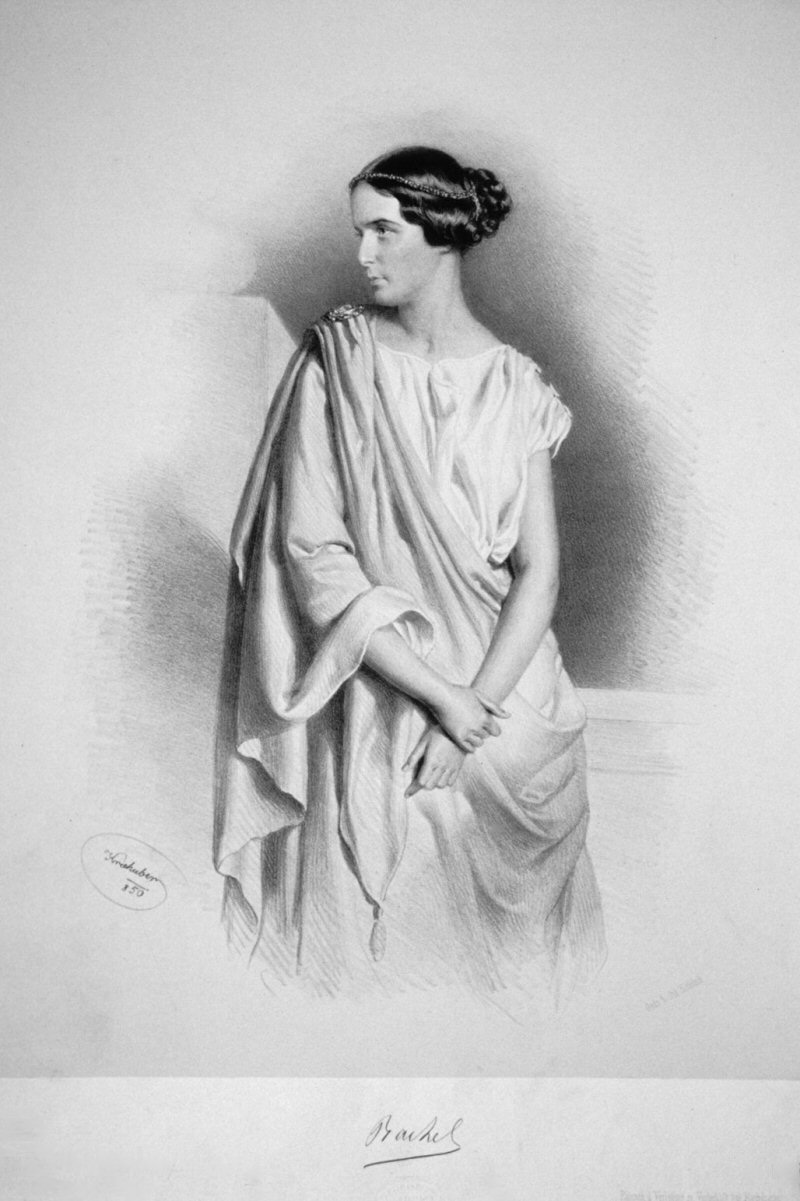
Rachel (* 1821)

- 1821: Rachel, französische Schauspielerin
- 1822: Ludwig Beckmann, deutscher Maler
- 1823: Julius Jolly, deutscher Politiker, Staatsminister und Regierungschef in Baden
- 1823: Eduard Oscar Schmidt, deutscher Zoologe
- 1823: Udo III. von Alvensleben, deutscher Rittergutsbesitzer, Autor und preußischer Hauptmann
- 1829: Friedrich Bernet, Schweizer Jurist, Redakteur und Politiker
- 1830: Marija Fjodorowna Morosowa, russische Unternehmerin und Mäzenin
- 1831: Henri Meilhac, französischer Bühnenautor
- 1836: Léo Delibes, französischer Komponist
- 1836: Emil Hartmann, dänischer Komponist
- 1837: Rosalía de Castro, spanische Dichterin
- 1841: Hugo Licht, deutscher Architekt
- 1841: Georg Christian Wilhelm Meyer, deutscher Rechtswissenschaftler und Politiker
- 1842: Edmund Friedrich von Autenrieth, deutscher Bauingenieur und Hochschullehrer
- 1844: Adam Flasch, deutscher Archäologe

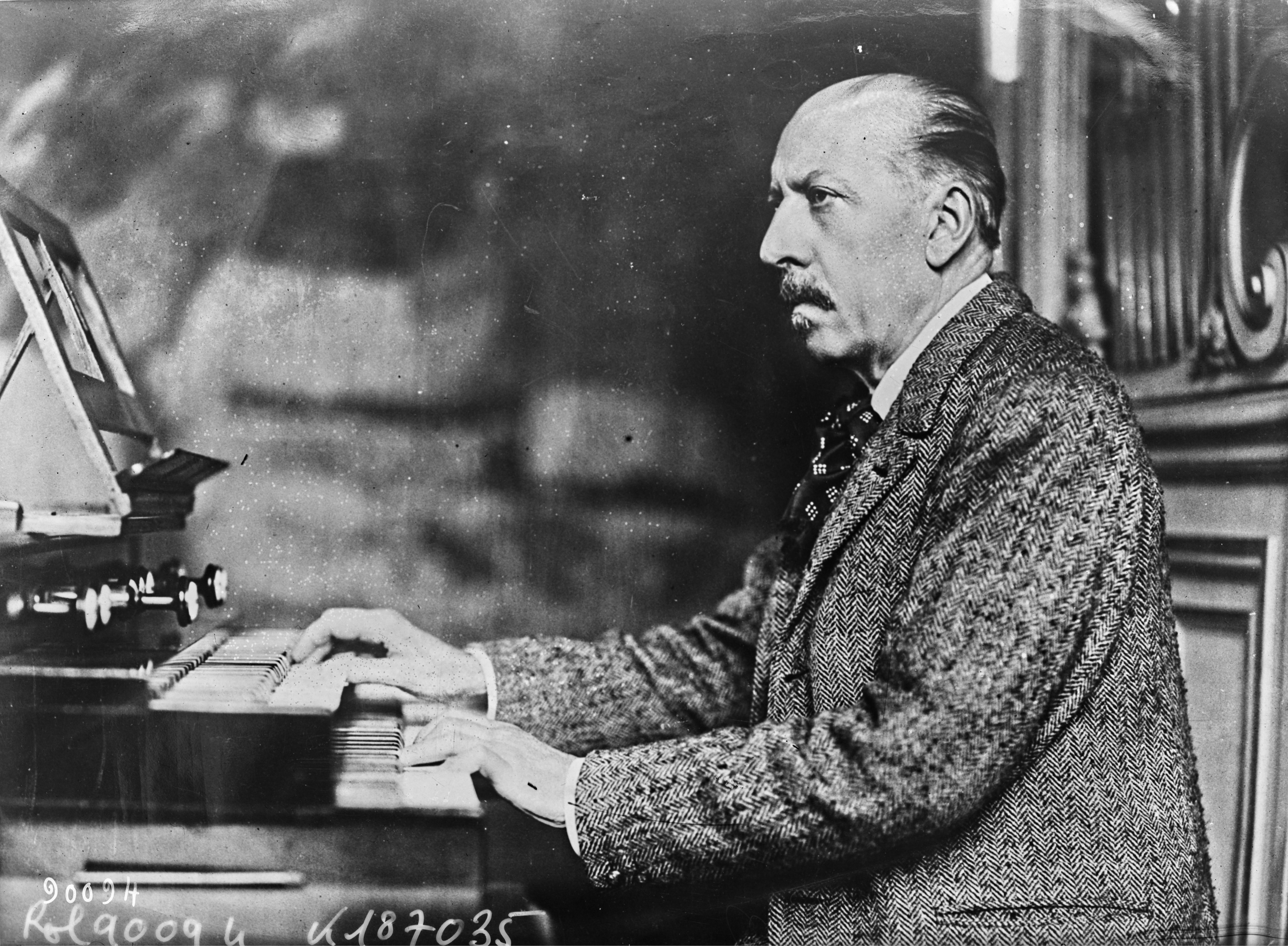
Charles-Marie Widor (* 1844)

- 1844: Charles-Marie Widor, französischer Organist, Komponist und Lehrer
- 1846: Svatopluk Čech, tschechischer Journalist, Schriftsteller und Dichter
- 1849: Édouard Gaston Deville, frankokanadischer Entdecker

#### 1851–1900
- 1851: Karl Wilhelm Diefenbach, deutscher Maler und Sozialreformer
- 1851: Ernst von Hesse-Wartegg, österreichischer Diplomat und Reiseschriftsteller

Alice Freeman Palmer (* 1855)

- 1855: Alice Freeman Palmer, US-amerikanische Erzieherin
- 1858: Oldfield Thomas, britischer Zoologe
- 1859: Gertrud Staats, deutsche Malerin
- 1860: Karel Matěj Čapek-Chod, tschechischer Journalist und Schriftsteller
- 1861: Carl Christoph Bernoulli, Schweizer Bibliothekar
- 1861: Pierre de Bréville, französischer Komponist

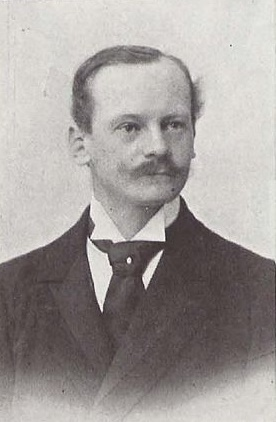
Otto Jaekel (* 1863)

- 1863: Otto Jaekel, deutscher Geologe und Paläontologe
- 1864: Henrique Maximiano Coelho Neto, brasilianischer Schriftsteller
- 1864: Alfred Jeremias, deutscher Religionshistoriker und Assyriologe
- 1864: August Le Gras, niederländischer Maler, Zeichner und Radierer
- 1865: Walter Boveri, schweizerisch-deutscher Industrieller, Mitgründer von Brown, Boveri & Cie (BBC), später ABB
- 1866: August von Wassermann, deutscher Immunologe und Bakteriologe
- 1867: Edvart Christensen, norwegischer Segler
- 1870: Víctor Mercante, argentinischer Pädagoge und Schriftsteller
- 1871: Paul Cassirer, deutscher Verleger und Galerist
- 1871: Wilhelm von Debschitz, deutscher Kunstmaler, Designer und Kunstlehrer in München
- 1872: William John Gies, US-amerikanischer Biochemiker und Zahnarzt
- 1873: Fritz Andreae, deutscher Bankier

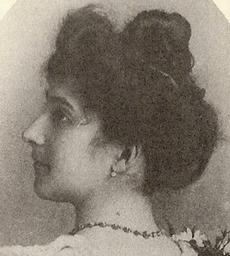
Jeanne Calment (* 1875)

- 1875: Jeanne Calment, Französin, wurde 122 Jahre und 164 Tage alt (größte menschliche Lebensspanne)
- 1876: Sophie von Arnim, deutsche Schriftstellerin
- 1876: Frances Cave-Browne-Cave, englische Mathematikerin
- 1876ː Rosa Lindemann, deutsche kommunistische Widerstandskämpferin
- 1876ː Lili Klug, österreichisch-deutsche Theaterschauspielerin
- 1876: Joseph Meister, Franzose, der als Erster erfolgreich gegen Tollwut geimpft wurde
- 1877: Josef Karlmann Brechenmacher, deutscher Etymologe
- 1878: Franz Aubell, österreichischer Geodät
- 1880: Marie Behncke, deutsche Politikerin und Mitglied der Weimarer Nationalversammlung
- 1880: Waldemar Bonsels, deutscher Schriftsteller
- 1880: Emil Králík, tschechischer Architekt
- 1880: Hedwig Reiling, deutsche jüdische Frau, Mutter von Anna Seghers, Holocaustopfer
- 1881: Kenneth J. Alford, britischer Komponist
- 1881: Heinrich Mendelssohn, deutscher Bauunternehmer
- 1881: Walter Scharwenka, deutscher Komponist und Organist
- 1883: Gisa Picková-Saudková, tschechoslowakische Schriftstellerin, Opfer des Holocaust
- 1885: Sacha Guitry, französischer Schauspieler, Filmregisseur, Drehbuchautor und Dramatiker
- 1885: Georg Lippold, deutscher Archäologe

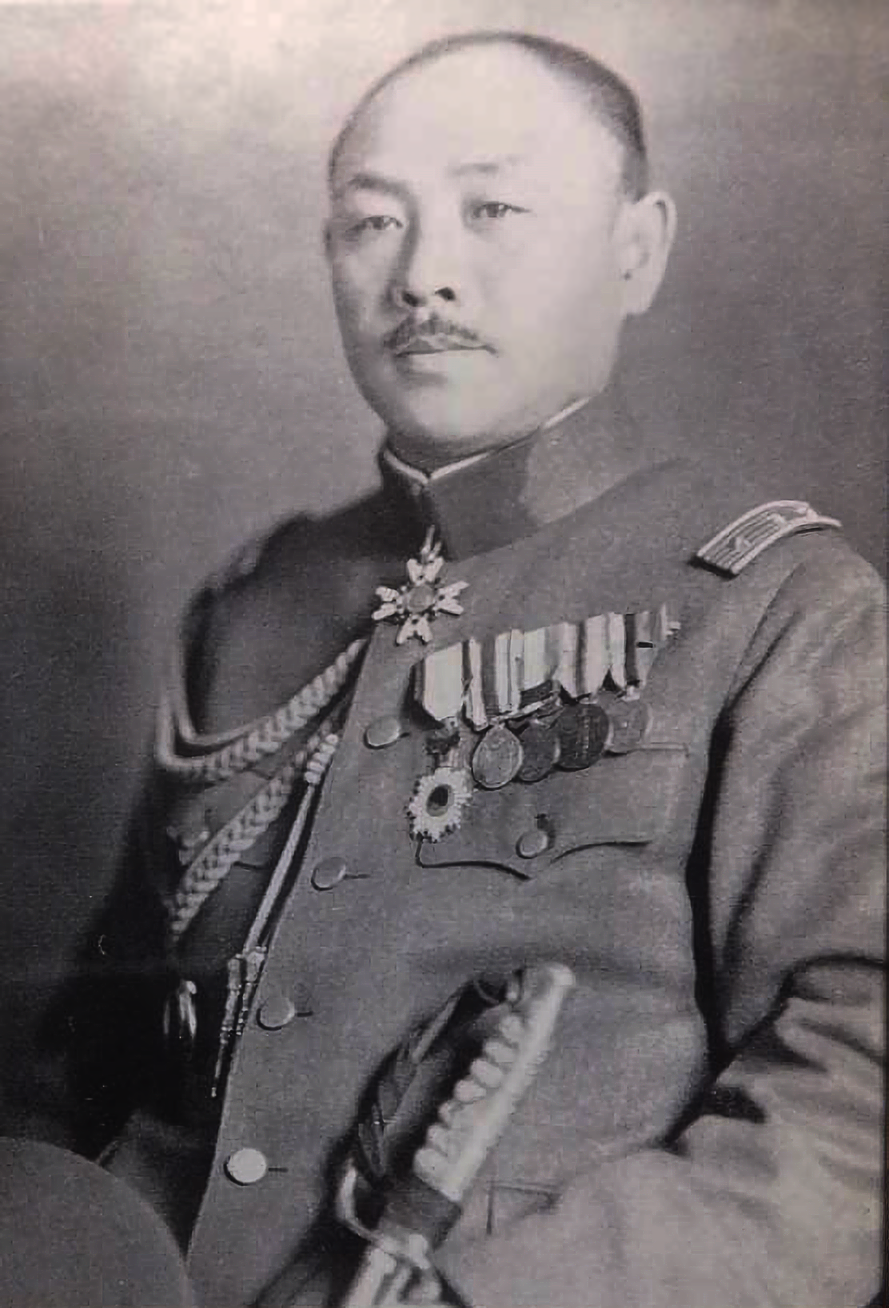
Korechika Anami (* 1887)

- 1887: Anami Korechika, japanischer General und Heeresminister
- 1887: Savielly Tartakower, polnisch-französischer Schachspieler und Autor
- 1888: Albert Förster, deutscher Arbeiterführer und Widerstandskämpfer
- 1891: Karl L. King, US-amerikanischer Komponist und Dirigent
- 1892: Harry Stack Sullivan, US-amerikanischer Psychiater
- 1893ː Meta Eyl, deutsche Theologin und Frauenrechtlerin
- 1893: Anna Richter, deutsche Grafikerin
- 1893: Andrés Segovia, spanischer Gitarrist
- 1893: Hans Zulliger, Schweizer Volksschullehrer
- 1895: Henrik Dam, dänischer Physiologe, Biochemiker und Nobelpreisträger
- 1895: Erich Knauf, deutscher Journalist, Schriftsteller und Liedtexter
- 1895: Emil Stepanek, österreichischer Filmarchitekt
- 1896: Nicolai Dirdal, norwegischer Pianist und Musikpädagoge
- 1896: Josef Sellmair, deutscher Theologe und Pädagoge
- 1897: Hermann August Eidmann, deutscher Zoologe und Forstwissenschaftler
- 1897: Paul Torchy, französischer Autorennfahrer
- 1898: Irving Cohn, US-amerikanischer Songwriter
- 1898: Ernst Meyer, Schweizer Althistoriker
- 1899: Bernard William Griffin, britischer Kardinal, Erzbischof von Westminster
- 1900: Erwin Albrecht, deutscher Richter im Dritten Reich, Politiker, MdL
- 1900: Jeanne Aubert, französische Sängerin und Schauspielerin

### 20. Jahrhundert

#### 1901–1925
- 1901: Emilio Comici, italienischer Alpinist und Höhlenforscher
- 1903: Scrapper Blackwell, US-amerikanischer Blues-Gitarrist
- 1903: William H. Clothier, US-amerikanischer Kameramann
- 1903: Dorothea Neff, österreichische Schauspielerin
- 1903: Anaïs Nin, US-amerikanische Schriftstellerin
- 1903: Raymond Queneau, französischer Dichter und Schriftsteller
- 1904: Charles Frederick Goodeve, kanadischer Chemiker
- 1904: Louis Maurer, Schweizer Fußballspieler und -trainer

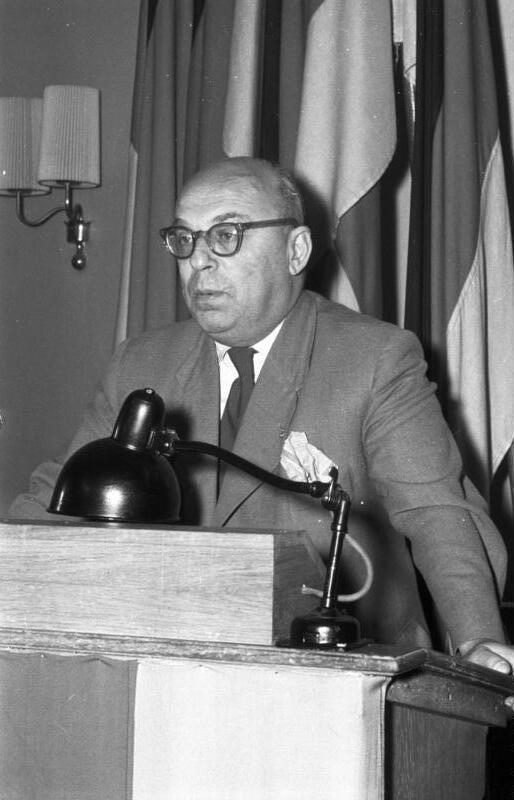
Friedrich Karl Kaul (* 1906)

- 1906: Friedrich Karl Kaul, deutscher Jurist, Hochschullehrer und Schriftsteller
- 1907: W. H. Auden, britischer Schriftsteller
- 1908: Hans Ertl, deutscher Bergsteiger und Kameramann, Kriegsberichterstatter und Regisseur
- 1909: Elsie Attenhofer, Schweizer Kabarettistin und Schauspielerin, Schriftstellerin und Diseuse
- 1909: Hans Erni, Schweizer Maler und Bildhauer
- 1909: Auguste Jordan, österreichisch-französischer Fußballspieler
- 1910: Willi Oberbeck, deutscher Radrennfahrer
- 1910: Leopold Prinz zu Schaumburg-Lippe, deutscher Maschinenbauingenieur und Eisenbahner
- 1912: Sally Kessler, deutscher Kommunalpolitiker und Überlebender des Holocaust
- 1913: Glenn M. Anderson, US-amerikanischer Politiker
- 1913: France Bloch-Sérazin, französische Widerstandskämpferin der Résistance
- 1913: Benjamin Bloom, US-amerikanischer Psychologieprofessor
- 1913: Roger Laurent, belgischer Motorrad- und Automobilrennfahrer
- 1914: Jean Tatlock, US-amerikanische Psychiaterin und Ärztin
- 1915: Godfrey Brown, britischer Leichtathlet, Olympiasieger
- 1915: Roland von Hößlin, deutscher Offizier und Widerstandskämpfer gegen den Nationalsozialismus
- 1915: Jewgeni Michailowitsch Lifschitz, sowjetischer Physiker
- 1915: Ann Sheridan, US-amerikanische Schauspielerin
- 1917: Otto Kittel, deutscher Jagdfliegerpilot
- 1919: Kehat Shorr, israelischer Sportschütze
- 1920: Pjotr Iwanowitsch Dolgow, sowjetischer Fallschirmspringer und Raumfahrtpionier
- 1920: Franca Helg, italienische Architektin und Designerin
- 1920: Liselotte Rauner, deutsche Schriftstellerin
- 1920: Ishigaki Rin, japanische Dichterin
- 1920: Leo Scheffczyk, deutscher Priester, Theologe und Kardinal
- 1921: John Armellino, US-amerikanischer Soldat und Politiker
- 1921: Blanche Aubry, schweizerische Schauspielerin
- 1921: Adam Chudojan, armenischer Komponist
- 1921: Zdeněk Miler, tschechischer Zeichentrickfilmer
- 1921: Antonio María Javierre Ortas, spanischer Kurienkardinal
- 1921: John Rawls, US-amerikanischer Philosoph
- 1921: Rolf Sammet, deutscher Chemiker und Manager
- 1922: Wilhelm Stöck, deutscher Journalist und Nachrichtensprecher
- 1922: Mario Zafred, italienischer Komponist, Dirigent und Musikkritiker
- 1923: Hans Blickensdörfer, deutscher Sportjournalist und Schriftsteller
- 1923: Pat West, US-amerikanischer American-Football-Spieler
- 1924: Karl Ferdinand Werner, deutscher Historiker

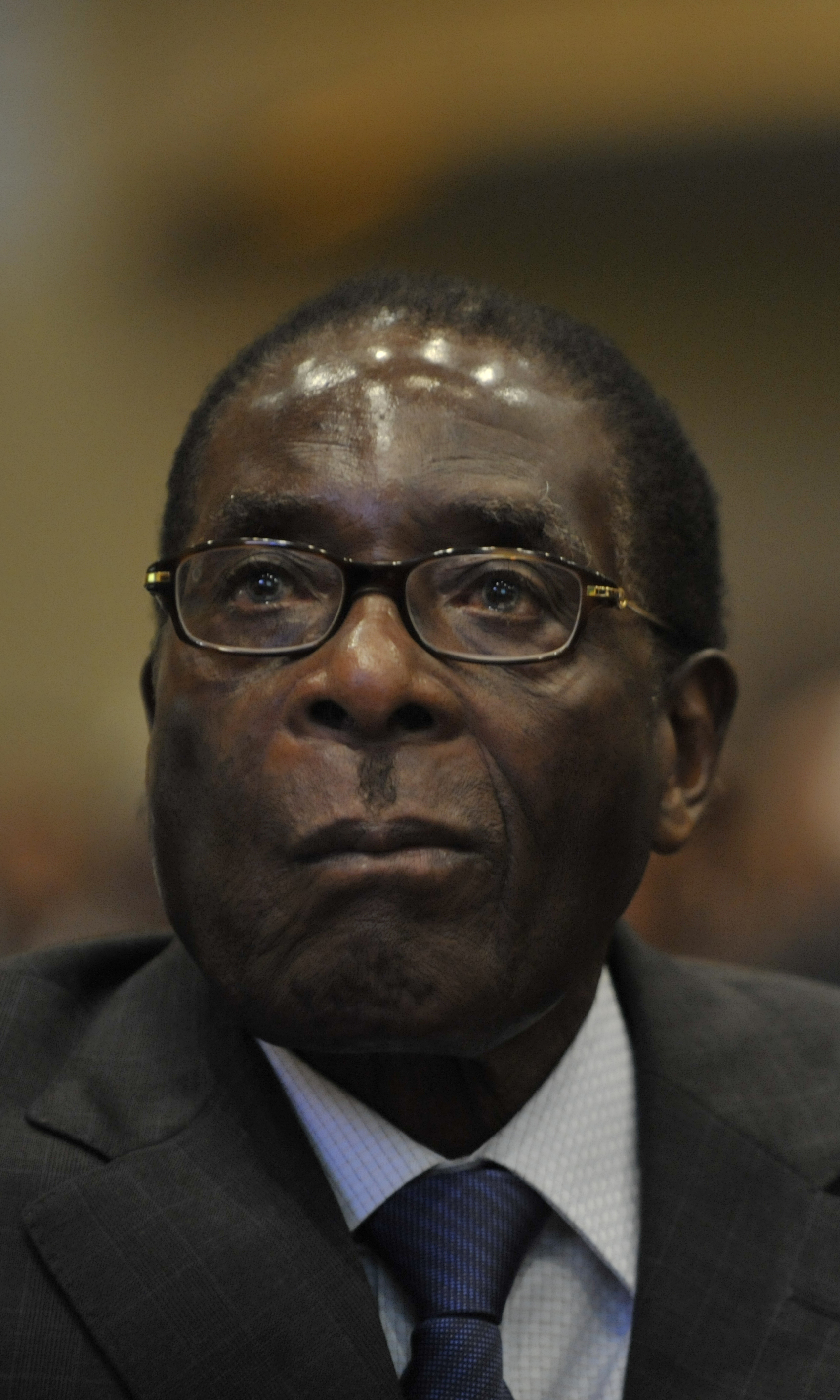
Robert Mugabe (* 1924)

- 1924: Robert Mugabe, simbabwischer Staatspräsident
- 1924: Silvano Piovanelli, italienischer Erzbischof und Kardinal
- 1925: Henri Chaix, Schweizer Jazzpianist, Orchesterleiter und Arrangeur
- 1925ː Helga Köhler, deutsche Springreiterin
- 1925: Sam Peckinpah, US-amerikanischer Filmregisseur
- 1925: Jack Ramsay, US-amerikanischer Basketballtrainer
- 1925: Ihor Naumowytsch Schamo, ukrainischer Komponist
- 1925: Rudolf Titzck, deutscher Politiker, MdL, Landesminister, Präsident des Landtages
- 1925: Alarich Weiss, deutscher Physikochemiker

#### 1926–1950
- 1926: Karl Otto Conrady, deutscher Literaturhistoriker
- 1926: Hans Schwier, deutscher Politiker, MdL, Landesminister
- 1926: Ronnie Verrell, britischer Jazz-Schlagzeuger
- 1927: Reinhard Appel, deutscher Journalist, Redakteur und Intendant
- 1927: Erma Bombeck, US-amerikanische Schriftstellerin
- 1927: Walter S. Hartley, US-amerikanischer Komponist
- 1927: Pierre Mercure, kanadischer Komponist und Fernsehproduzent
- 1927: Paul Raabe, deutscher Literaturwissenschaftler und Bibliotheksfachmann
- 1928: Cecil Sandford, britischer Motorradrennfahrer
- 1929: Heidi Abel, Schweizer Ansagerin und Moderatorin
- 1929: Nestor Assogba, beninischer Alterzbischof
- 1929: Horst Brünner, deutscher General, stv. Minister im Ministerrat der DDR, Chef der Polit. Hauptverwaltung der NVA, Verurteilter im Mauerschützenprozess
- 1929: Gert Günther Hoffmann, deutscher Synchronsprecher
- 1930: Wilfried Minks, deutscher Bühnenbildner und Theaterregisseur
- 1931: Pablo Uribe, kolumbianischer Fechter
- 1932: Jules Kyburz, Schweizer Manager
- 1933: Keith Johnstone, britischer Dramaturg, Begründer des modernen Improvisationstheaters und Schauspiellehrer
- 1933: Alice Freeman Palmer, US-amerikanische Erzieherin, Gründerin der American Association of University Women (AAUW)
- 1933: Bob Rafelson, US-amerikanischer Filmregisseur

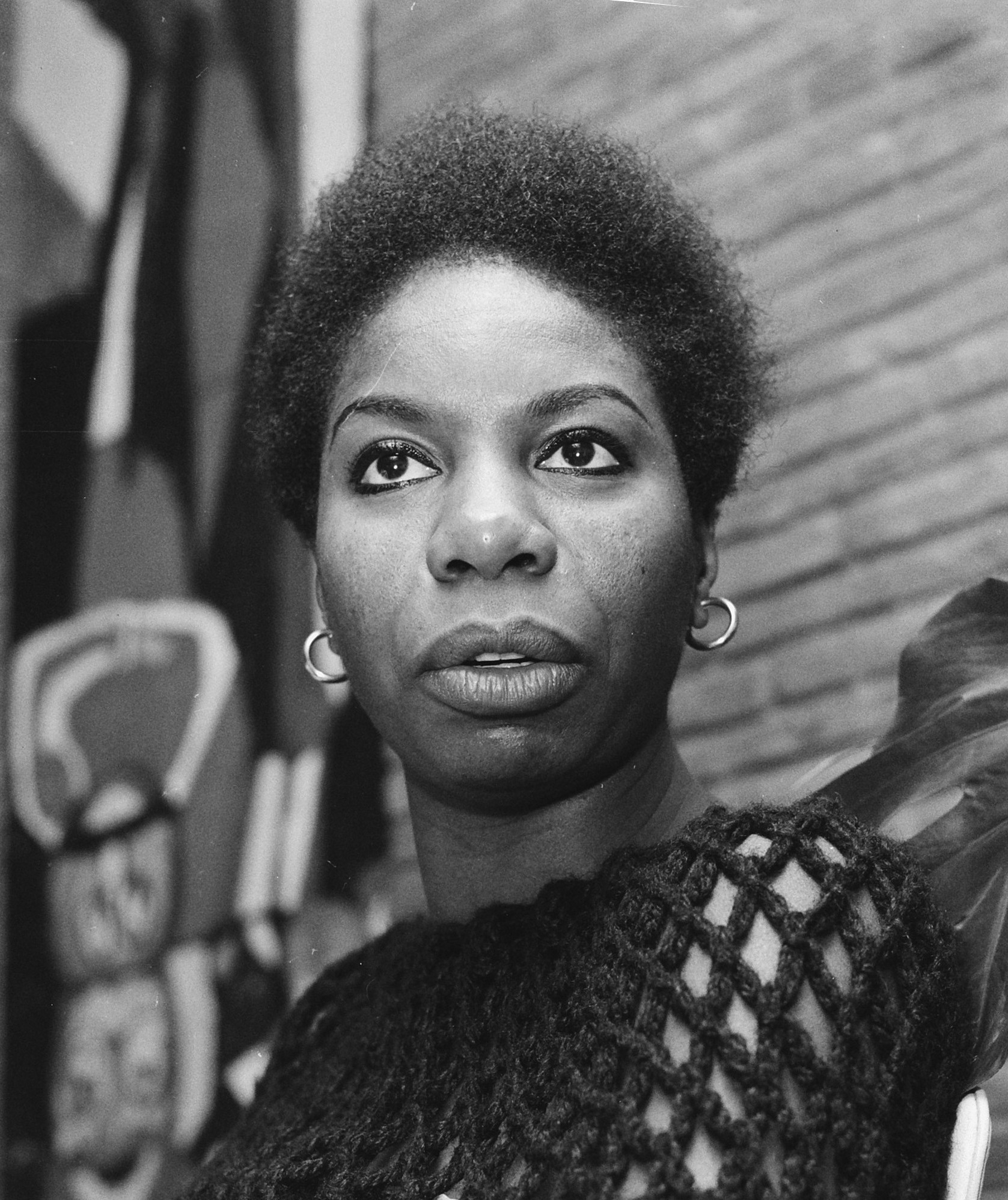
Nina Simone (* 1933)

- 1933: Nina Simone, US-amerikanische Jazz- und Bluessängerin, Pianistin und Songschreiberin
- 1933: Ralph Zloczower, Zentralpräsident des Schweizerischen Fussballverbands
- 1934: Rue McClanahan, US-amerikanische Schauspielerin
- 1935: Jan Wallgren, norwegischer Komponist und Jazzmusiker
- 1936: Kiril Dontschew, bulgarischer Komponist und Dirigent
- 1936: Traudl Oberhorner, deutsche Volksschauspielerin
- 1937: Werner Becker, deutscher Philosoph
- 1937: Ron Clarke, australischer Mittel- und Langstreckenläufer
- 1937: Gary Lockwood, US-amerikanischer Schauspieler
- 1937: Harald V., norwegischer König
- 1937: Heorhij Prokopenko, sowjetischer Schwimmer
- 1938: Beryl Anthony, Jr., US-amerikanischer Politiker
- 1938: Lester Bird, antiguanischer Premierminister
- 1938: Andreas Blum, Schweizer Radiojournalist und Politiker
- 1938: Dany Mann, deutsche Schlagersängerin, Jazzsängerin und Schauspielerin
- 1938: Richard Oldcorn, britischer Fechter
- 1939: Börje Ahlstedt, schwedischer Schauspieler und Regisseur
- 1939: Ulrich Briefs, deutscher Volkswirt und Politiker, MdB
- 1940: Gaston Caperton, US-amerikanischer Politiker
- 1940: John Lewis, US-amerikanischer Politiker
- 1940: Heinz Zednik, österreichischer Opernsänger, Charaktertenor
- 1941: Rainer Postel, deutscher Historiker
- 1941: Heinrich Zankl, deutscher Humanbiologe und Sachbuchautor
- 1942: Paolo Mario Virgilio Atzei, italienischer Ordensgeistlicher und Erzbischof
- 1942: Joachim Becker, deutscher Rechtsanwalt und Politiker

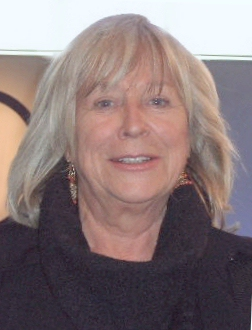
Margarethe von Trotta (* 1942)

- 1942: Margarethe von Trotta, deutsche Schauspielerin, Regisseurin und Drehbuchautorin
- 1943: David Ambrose, britischer Schriftsteller
- 1943: David Geffen, US-amerikanischer Musik- und Filmproduzent und Regisseur
- 1943: Bruno Ghedina, italienischer Eishockeyspieler
- 1943: Louis Jauffret, französischer Skirennläufer
- 1943: Paul Kirchhof, deutscher Verfassungs- und Steuerrechtler, Richter des Bundesverfassungsgerichts
- 1943: Ljudmila Jewgenjewna Ulizkaja, russische Schriftstellerin
- 1944: Richard Aeschlimann, Schweizer Maler, Grafiker, Zeichner, Objektkünstler und Designer
- 1944: Ronald Barazon, österreichischer Journalist, Chefredakteur der Salzburger Nachrichten
- 1944: Willi Keller, Schweizer Maler und Fotograf
- 1944: Ingomar von Kieseritzky, deutscher Schriftsteller
- 1944: Nojim Maiyegun, nigerianischer Boxer
- 1944: Kitty Winn, US-amerikanische Schauspielerin
- 1944: David Wood, britischer Schauspieler, Autor und Theaterregisseur
- 1945: Hanns-Friedrich Kunz, deutscher Chorleiter

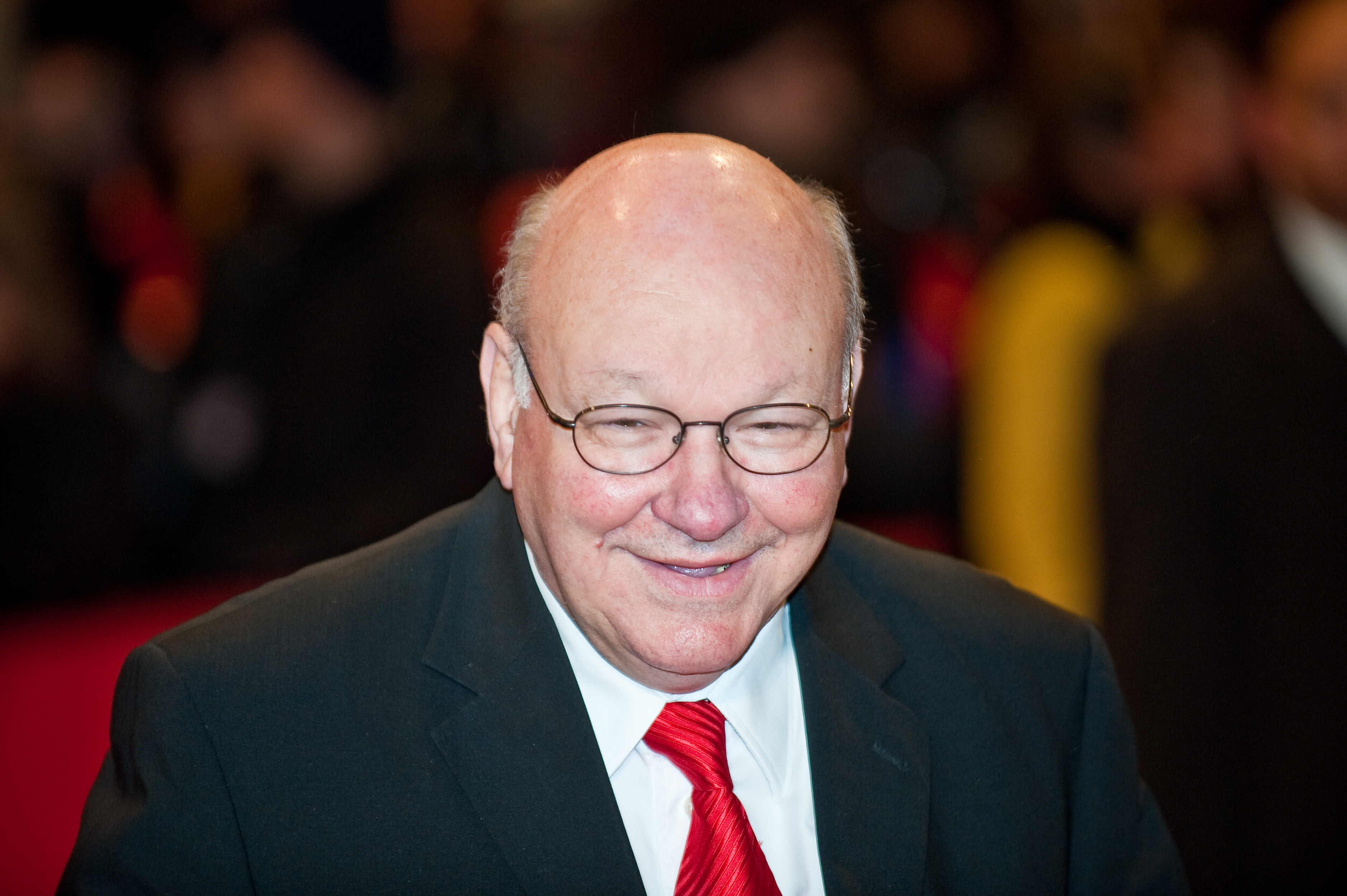
Walter Momper (* 1945)

- 1945: Walter Momper, deutscher Politikwissenschaftler, Politiker, MdL, Präsident des Abgeordnetenhauses, regierender Bürgermeister
- 1946: Raúl Argemí, argentinischer Journalist und Schriftsteller
- 1946: Tyne Daly, US-amerikanische Schauspielerin
- 1946: Anthony Daniels, britischer Schauspieler
- 1946: Danny Grant, kanadischer Eishockeyspieler und -trainer
- 1946: Alan Rickman, britischer Bühnen- und Film-Schauspieler
- 1946: Ottmar Schreiner, deutscher Jurist und Politiker, MdB
- 1947: Eddy Achterberg, niederländischer Fußballspieler und -trainer
- 1947: Gregory Dayman, neuseeländischer Hockeyspieler
- 1947: Stephen Hadley, US-amerikanischer Berater für Nationale Sicherheit
- 1947: Olympia Snowe, US-amerikanische Politikerin
- 1948: Detthold Aden, deutscher Manager
- 1948: Elmar Müller, deutscher Fußballtrainer
- 1948: Christian Vander, französischer Musiker
- 1949: Ronnie Hellström, schwedischer Fußballspieler
- 1949: Armin Thurnher, österreichischer Journalist und Publizist
- 1949: Enrique Wolff, argentinischer Fußballspieler
- 1950: Håkan Nesser, schwedischer Schriftsteller
- 1950: Richard Tarnas, deutscher Professor für Philosophie und Psychologie
- 1950: Bruce Vogt, kanadischer Pianist und Musikpädagoge

#### 1951–1975

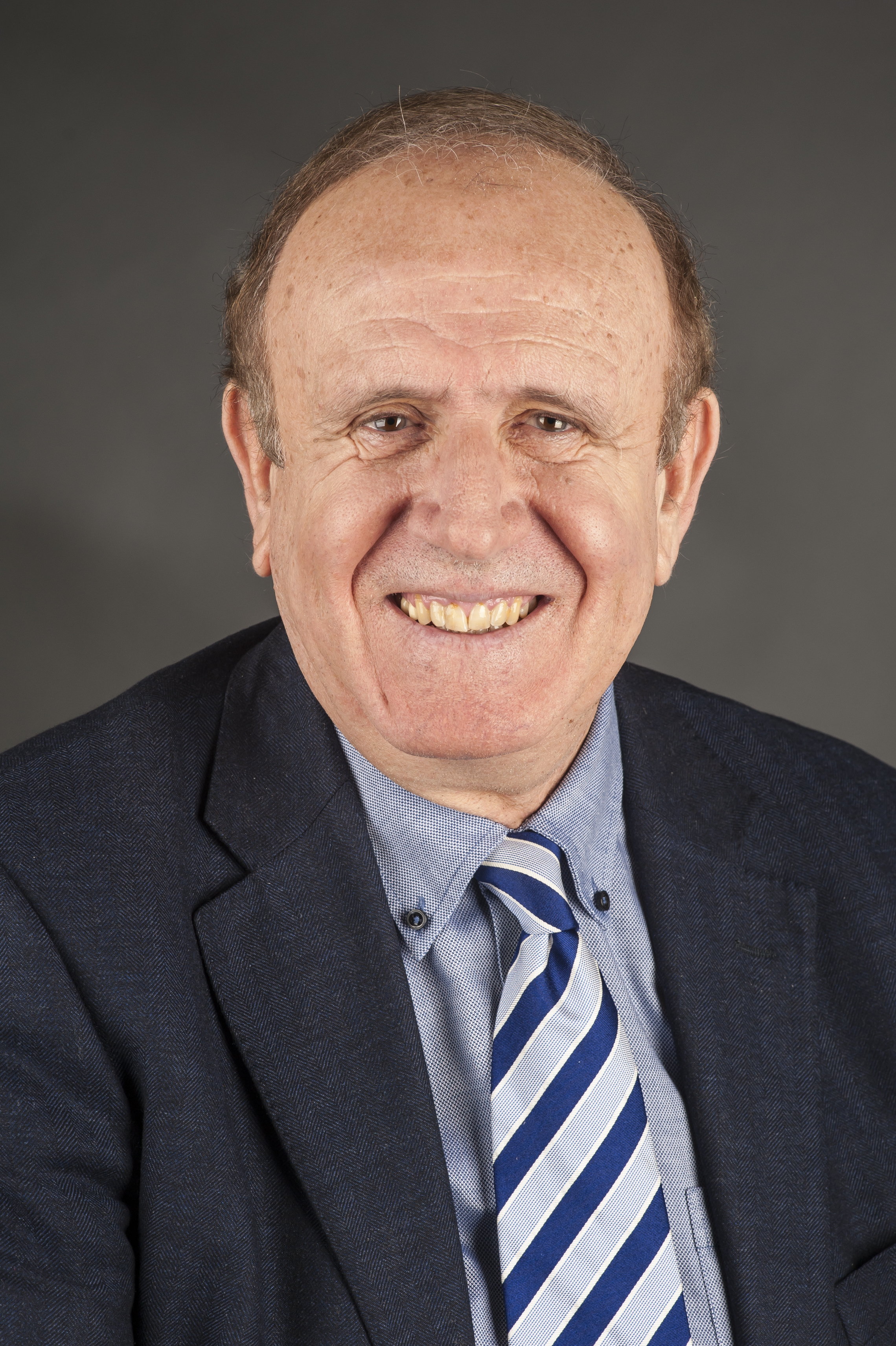
Pino Arlacchi (* 1951)

- 1951: Pino Arlacchi, italienischer Soziologe und Politiker
- 1951: Wolfgang Frank, deutscher Fußballspieler und -trainer
- 1951: Marek Polasik, polnischer Physiker
- 1951: Richard Tonks, neuseeländischer Ruderer und Rudertrainer
- 1951: Vince Welnick, US-amerikanischer Keyboarder
- 1952: Jean-Jacques Burnel, britisch-französischer Musiker
- 1953: Christine Ebersole, US-amerikanische Schauspielerin und Sängerin
- 1953: Dagmar Roth-Behrendt, deutsche Politikerin, MdEP
- 1953: William Petersen, US-amerikanischer Schauspieler und Produzent
- 1954: Gaby Baginsky, deutsche Schlagersängerin
- 1954: Ivo Van Damme, belgischer Leichtathlet
- 1954: Katherine Heinrich, australisch-kanadische Mathematikerin
- 1955: Kelsey Grammer, US-amerikanischer Schauspieler
- 1955: Gerhard Gundermann, deutscher Liedermacher
- 1955: Horst Kotterba, deutscher Schauspieler
- 1955: Dick le Mair, niederländischer Komponist und Arrangeur, Musikproduzent und Percussionist
- 1955: Rolf Schlierer, deutscher Arzt, Jurist und Politiker, MdL
- 1955: Charlotte Schubert, deutsche Althistorikerin und Medizinhistorikerin
- 1956: Ha Jin, chinesisch-US-amerikanischer Autor
- 1956: Stefan Stoppok, deutscher Musiker
- 1956: Jim Simpson, US-amerikanischer Theater- und Filmregisseur, Schauspieler, Drehbuchautor und Filmeditor
- 1957: Raymond Roche, französischer Motorradrennfahrer

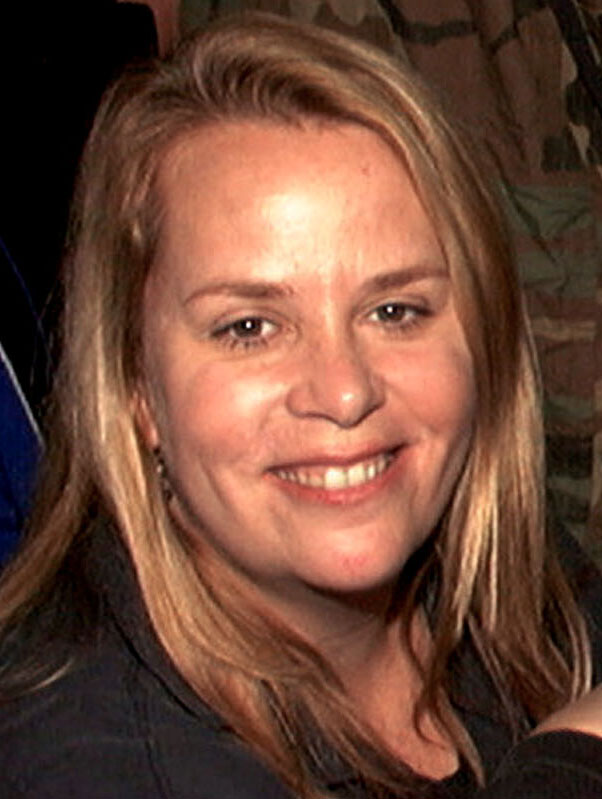
Mary Chapin Carpenter (* 1958)

- 1958: Mary Chapin Carpenter, US-amerikanische Country- und Folk-Sängerin
- 1958: Jack Coleman, US-amerikanischer Schauspieler
- 1958: Angela Gehann-Dernbach, deutsche Dirigentin, Sängerin und Organistin
- 1958: Klaus Graf, deutscher Historiker und Archivar
- 1958: Simon Holt, britischer Komponist
- 1958: Jörn-Uwe Lommel, deutscher Handballspieler und -trainer
- 1958: Alan Trammell, US-amerikanischer Baseballspieler und -manager
- 1958: Martin Weppler, deutscher Leichtathlet
- 1959: Peter Klein, deutscher Leichtathlet
- 1959: Siegbert Schefke, DDR-Bürgerrechtler, Journalist
- 1959: Urs Schönenberger, Schweizer Fußballspieler und -trainer
- 1960: Marc Dutreeuw, belgischer Schachspieler
- 1960: Silke Matthias, deutsche Schauspielerin
- 1961: Christopher Atkins, US-amerikanischer Schauspieler
- 1961: Martha Hackett, US-amerikanische Schauspielerin
- 1961: Eileen Anne Lacey, US-amerikanische Mammalogin und Verhaltensökologin
- 1961: Andreas Modl, deutscher Bundesreferent für das American Karate System
- 1961: Olaf Zimmermann, deutscher Publizist, Kunsthändler und Geschäftsführer des Deutschen Kulturrates
- 1962: Mark Arm, US-amerikanischer Sänger und Gitarrist

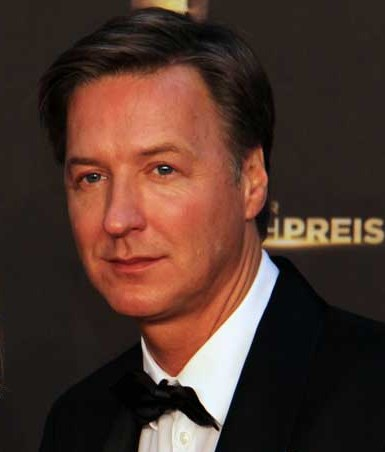
Martin Armknecht (* 1962)

- 1962: Martin Armknecht, deutscher Schauspieler
- 1962: Frank Liebert, deutscher Eishockeyspieler
- 1962: Chuck Palahniuk, US-amerikanischer Autor
- 1963: Michael Antwerpes, deutscher Sportreporter und Fernsehmoderator
- 1963: William Baldwin, US-amerikanischer Schauspieler
- 1963: Karl Lauterbach, deutscher Arzt, Gesundheitsökonom und Politiker, MdB, Bundesminister
- 1964: Mark Kelly, US-amerikanischer Astronaut
- 1964: Thomas Schmögner, österreichischer Komponist und Organist
- 1965: Evair Aparecido Paulino, brasilianischer Fußballspieler und -trainer
- 1965: Thomas Sivertsson, schwedischer Handballspieler und -trainer
- 1965: Atsushi Yogō, japanischer Autorennfahrer
- 1966: Katrin Askan, deutsche Schriftstellerin
- 1966: Axel Bulthaupt, deutscher Moderator
- 1966: Eva Kiss-Györi, ungarisch-deutsche Handballspielerin
- 1966: Michaela Marzola, italienische Skirennläuferin
- 1967: Leroy Burrell, US-amerikanischer Leichtathlet, Olympiasieger
- 1967: Silke-Beate Knoll, deutsche Sprinterin
- 1968: Roy Z, US-amerikanischer Gitarrist, Bassist, Komponist und Produzent
- 1968: Artūras Zuokas, litauischer Politiker, Unternehmer und Journalist, Kriegsreporter

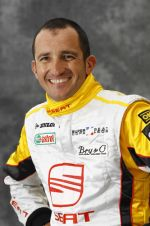
William David (* 1969)

- 1969: William David, französischer Autorennfahrer
- 1969: Corey Harris, US-amerikanischer Blues-Musiker
- 1969: Petra Kronberger, österreichische Skirennläuferin, Olympiasiegerin
- 1969: Anian Zollner, deutscher Schauspieler und Synchronsprecher
- 1970: Peter Inselkammer, deutscher Gastwirt und Unternehmer
- 1971: Klaus Müller, deutscher Politiker, MdL, MdB, Landesminister, Präsident der Bundesnetzagentur
- 1973: Paulo Rink, deutsch-brasilianischer Fußballspieler
- 1974: Andreas Abel, deutscher Fußballspieler
- 1974: Gilbert Agius, maltesischer Fußballspieler
- 1974: Kevin Blom, niederländischer Fußballschiedsrichter
- 1974: Jo Hiller,  deutscher Fernsehmoderator
- 1974: Tomáš Votava, tschechischer Fußballspieler

#### 1976–2000
- 1977: Robert Deinhammer, österreichischer Jesuit (Jurist, Philosoph, Theologe)
- 1977: Steve Francis, US-amerikanischer Basketballspieler
- 1977: Dina Pomeranz, Schweizer Wirtschaftswissenschaftlerin
- 1977: Max von Thun, österreichischer Schauspieler
- 1978: Ralf Bartels, deutscher Leichtathlet
- 1978: Jörg Fiedler, deutscher Fechter
- 1978: Kim Ha-neul, südkoreanische Schauspielerin
- 1979: Carlito, US-amerikanischer Wrestler

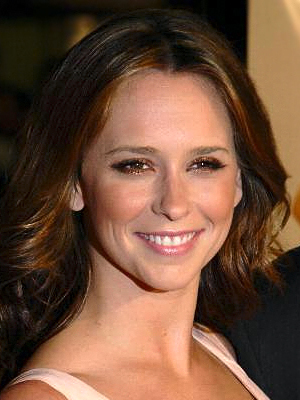
Jennifer Love Hewitt (* 1979)

- 1979: Jennifer Love Hewitt, US-amerikanische Schauspielerin und Sängerin
- 1979: Tobias Müller, deutscher Synchronsprecher
- 1979: Zaur Tağızadə, aserbaidschanischer Fußballspieler
- 1980: Tiziano Ferro, italienischer Popsänger
- 1980: Lasse Myhr, deutscher Schauspieler
- 1980: Parthiva Sureshwaren, indischer Rennfahrer
- 1980: Jigme Khesar Namgyel Wangchuk, fünfter König („Druk Gyalpo“) von Bhutan
- 1981: Maik Hammelmann, deutscher Handballspieler, -trainer und -Manager
- 1981: Floor Jansen, niederländische Sängerin
- 1982: Bernhard Auinger, österreichischer Automobilrennfahrer
- 1982: Robert Kampka, deutscher Fußballschiedsrichter
- 1983: Braylon Edwards, US-amerikanischer American-Football-Spieler
- 1984: Julia Huppertz, deutsche Handballspielerin
- 1984: Damien Molony, irischer Schauspieler
- 1984: Andreas Daniel Müller, Schweizer Schauspieler
- 1984: David Odonkor, deutscher Fußballspieler
- 1984: Andreas Seppi, italienischer Tennisspieler
- 1985: Frederic Heidorn, deutscher Schauspieler
- 1985: Giorgos Samaras, griechischer Fußballspieler
- 1986: Charlotte Church, britische Sopranistin
- 1986: Garra Dembélé, französisch-malischer Fußballspieler
- 1986: Kineke Alexander, vincentische Leichtathletin
- 1986: Christoph Kozik, deutscher Schauspieler
- 1986: Marcel Reichwein, deutscher Fußballspieler
- 1987: Burgess Abernethy, australischer Schauspieler
- 1987: Carlos Carmona, chilenischer Fußballspieler
- 1987: Techy Fatule, dominikanische Sängerin, Komponistin und Schauspielerin

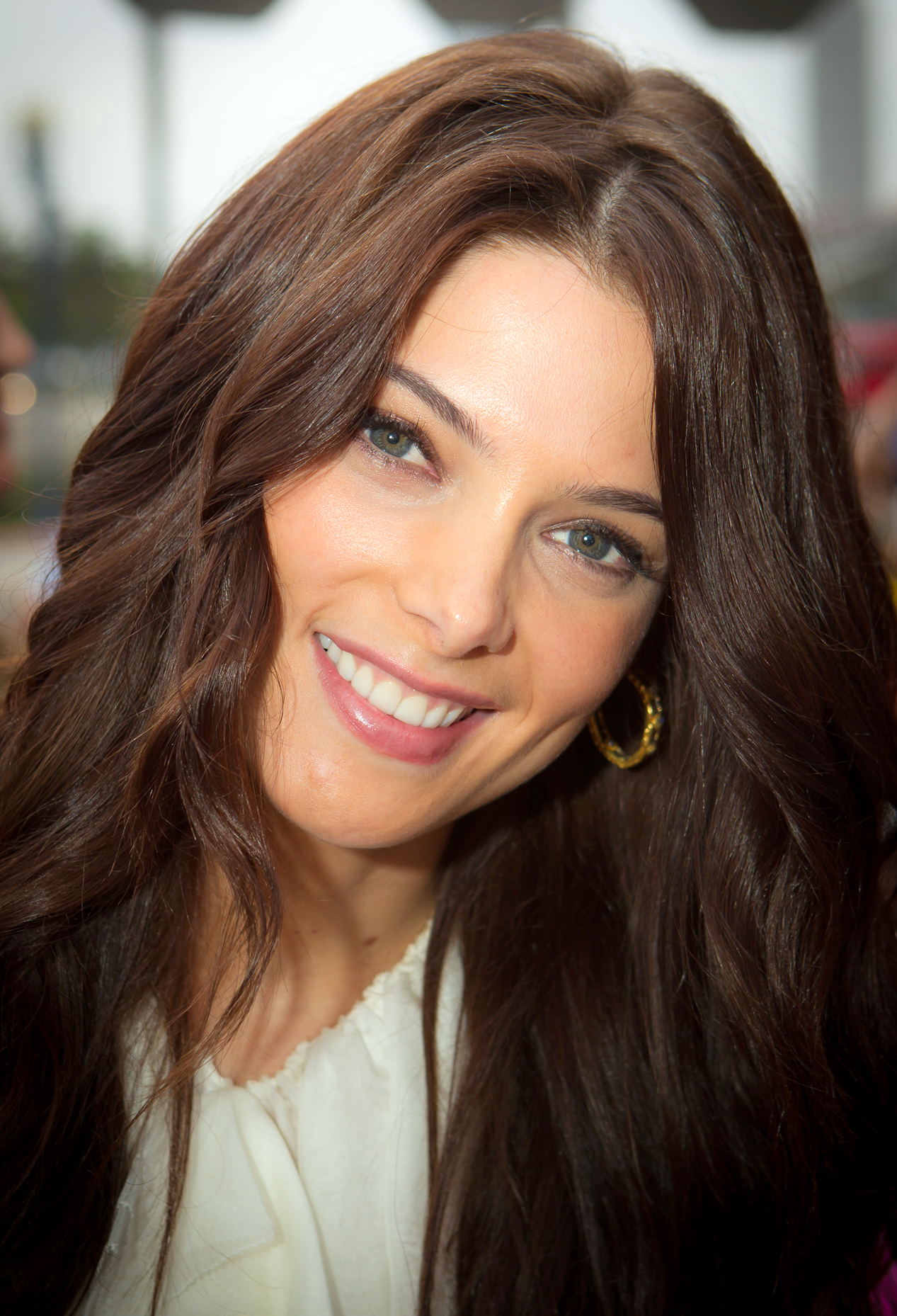
Ashley Greene (* 1987)

- 1987: Ashley Greene, US-amerikanische Schauspielerin und Fotomodel
- 1987: Tuppence Middleton, britische Schauspielerin
- 1987: Elliot Page, kanadischer Schauspieler
- 1988: Sebastian Zielinsky, deutscher Fußballspieler
- 1988: Donté Greene, US-amerikanischer Basketballspieler
- 1989: Corbin Bleu, US-amerikanischer Schauspieler, Model, Tänzer und Sänger
- 1989: Federico Fernández, argentinischer Fußballspieler
- 1989: Kristin Herrera, US-amerikanische Schauspielerin
- 1989: Filipe Pirl, deutscher Synchronsprecher
- 1989: Scout Taylor-Compton, US-amerikanische Schauspielerin
- 1990: David Addy, ghanaischer Fußballspieler
- 1990: Daniel Didavi, deutscher Fußballspieler
- 1991: Tatiana Ariza, kolumbianische Fußballspielerin
- 1991: Lilith Häßle, deutsche Schauspielerin und Sprecherin
- 1991: Riyad Mahrez, algerischer Fußballspieler
- 1991: Petar Slišković, kroatischer Fußballspieler
- 1991: Manfred Starke, namibischer Fußballspieler
- 1995: Tim Hölscher, deutscher Fußballspieler
- 1995: Dongsu Kim, südkoreanischer Fußballspieler
- 1996: laserluca, deutscher Webvideoproduzent
- 1996: Sophie Turner, britische Schauspielerin

### 21. Jahrhundert
- 2001: Isabella Acres, US-amerikanische Schauspielerin und Synchronsprecherin
- 2002: Marcus & Martinus (Marcus und Martinus Gunnarsen), norwegische Musiker

## Gestorben

### Vor dem 17. Jahrhundert
- 0004: Gaius Caesar, Adoptivsohn des römischen Kaisers Augustus
- 0786: Petrus, Abt des Klosters Reichenau
- 0890: Henjō, japanischer Dichter
- 1030: Otgiva von Luxemburg, Gräfin von Flandern
- 1184: Minamoto no Yoshinaka, japanischer Aristokrat
- 1267: Balduin von Ibelin, zyprischer Adeliger und Seneschall des Königreichs Jerusalem
- 1312: Hugo von Chalon, Bischof von Lüttich
- 1371: Gottfried IV., letzter Graf von Arnsberg
- 1437: Jakob I., König von Schottland
- 1443: Guidantonio da Montefeltro, Graf von Urbino
- 1452: William Douglas, 8. Earl of Douglas, schottischer Adliger
- 1467: Piero Raimondo Zacosta, aragonesischer Adeliger und Großmeister des Johanniterordens
- 1490: Ubaidullah Ahrar, Scheich des Naqschbandi-Ordens

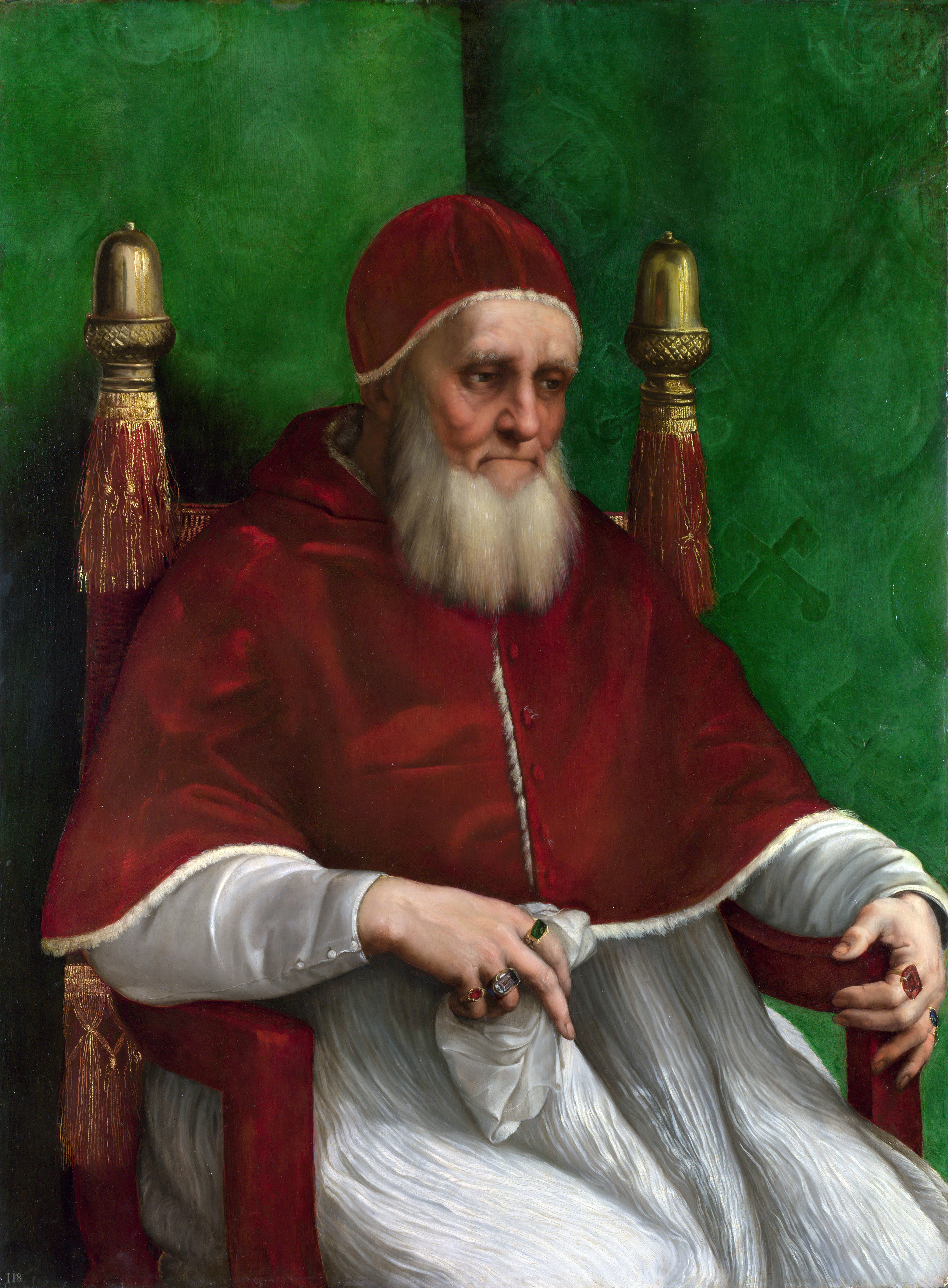
Julius II. († 1513)

- 1513: Julius II., Papst, Diplomat, Feldherr, Auftraggeber des Deckengemäldes in der Sixtinischen Kapelle
- 1515: Diego Kolumbus, spanischer Seefahrer, jüngerer Bruder des Christoph Kolumbus
- 1537: Girolamo Accoramboni, italienischer Mediziner und Philosoph
- 1543: Ahmad ibn Ibrahim al-Ghazi, muslimisch-äthiopischer Herrscher im Sultanat Adal
- 1550: Francesco III. Gonzaga, ältester Sohn des Herzogs Federico II.
- 1554: Hieronymus Bock, deutscher Botaniker, Arzt und lutherischer Prediger
- 1554: Sibylle von Jülich-Kleve-Berg, Kurfürstin von Sachsen
- 1565: Federico Gonzaga, Bischof von Mantua
- 1570: Martin Herkules Rettinger von Wiespach, Bischof von Lavant
- 1571: Melchior Kling, deutscher Jurist und Rechtswissenschaftler
- 1575: Claudia von Valois, französische Prinzessin und Herzogin von Lothringen

### 17. und 18. Jahrhundert
- 1616: Jakob Bording, deutscher Rechtsgelehrter und Bürgermeister der Hansestadt Lübeck
- 1628: Gregor Aichinger, deutscher Komponist
- 1633: Karl Hannibal von Dohna, Landvogt in der Oberlausitz
- 1649: George Abbot, englischer Schriftsteller
- 1653: Adriaan Pauw, holländischer Politiker
- 1655: Johann von Schleswig-Holstein-Gottorf, Fürstbischof von Lübeck
- 1662: Domenicus Morelli, Schweizer Steinmetzmeister und Bildhauer
- 1666: Armand de Bourbon, Fürst von Conti
- 1668: John Thurloe, englischer Chef des Geheimdienstes unter Oliver Cromwell
- 1677: Baruch de Spinoza, niederländischer Philosoph
- 1697: Ludwig Gustav, Graf zu Hohenlohe-Waldenburg-Schillingsfürst
- 1704: Johann Karl, Pfalzgraf bei Rhein, Herzog in Baiern, von Zweibrücken-Birkenfeld zu Gelnhausen, Graf zu Veldenz und zu Sponheim
- 1705: Johann Praetorius, deutscher Astronom, Pädagoge und Musiker
- 1708: Detlev Clüver, deutscher Mathematiker, Astronom und Philosoph
- 1709: Ludwig-Ferdinand, Graf von Lippe-Brake
- 1711: Joan van Hoorn, Generalgouverneur von Niederländisch-Ostindien
- 1713: Kanō Tsunenobu, japanischer Maler
- 1714: Eugen Alexander, Fürst von Thurn und Taxis, kaiserlicher Generalpostmeister
- 1715: Charles Calvert, 3. Baron Baltimore, Lord Proprietor der Province of Maryland
- 1716ː Anna Elisabeth Behaim, deutsche Dichterin
- 1721: Christoph Heinrich Amthor, deutscher Lyriker und Übersetzer
- 1728: Johann Heinrich von Mörs, deutscher Priester und Offizial im Erzbistum Köln
- 1730: Benedikt XIII., Papst
- 1736: Santino Bussi, Wiener Hofstuckateur
- 1741: Jethro Tull, britischer Agrar-Pionier
- 1745: Johann Friedrich Blank, russischer Architekt
- 1748: Antoine Danchet, französischer Schriftsteller
- 1748: Lazare Picault, französischer Seefahrer und Entdecker
- 1754: Johann Jakob Schnell, deutscher Komponist, Hofmusikdirektor und Musikverleger
- 1757: Georg Franz Ebenhech, deutscher Bildhauer, Stuckateur und Elfenbeinschnitzer
- 1762: Andreas Georg Wähner, deutscher Orientalist
- 1794: Natalis Pinot, französischer Priester und Märtyrer

### 19. Jahrhundert
- 1802: René Maugé, französischer Zoologe und Tiersammler
- 1823: Salomon Friedrich Merkel, deutscher Jurist
- 1824: Eugène de Beauharnais, Stiefsohn von Napoleon
- 1825: Johann Erdwin Christoph Ebermaier, deutscher Mediziner und Botaniker
- 1825: Georg Anton Christoph Scheffler, deutscher Pädagoge und Philologe
- 1826: Dietrich Leberecht von Schimonsky, preußischer Generalmajor
- 1834: John Breathitt, US-amerikanischer Politiker
- 1838: Antoine-Isaac Silvestre de Sacy, französischer Orientalist

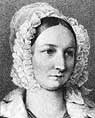
Dorothea Tieck († 1841)

- 1841: Dorothea Tieck, deutsche Shakespeare-Übersetzerin
- 1842: Vojtěch Živný, tschechisch-polnischer Pianist, Violinist, Lehrer und Komponist
- 1846: Ninkō, 120. Kaiser von Japan
- 1852: Joaquín Acosta, kolumbianischer Wissenschaftler
- 1854: Johann Heinrich Moritz von Poppe, deutscher Mathematiker und Physiker
- 1856: Paul von Prittwitz, russischer Generalleutnant und Senator
- 1857: Karl Gottlob Boguslav von Zychlinsky, preußischer Gutsbesitzer und Politiker
- 1861: Lars Levi Læstadius, schwedischer Erweckungsprediger in Lappland
- 1861: Ernst Rietschel, deutscher Bildhauer des Spätklassizismus
- 1862: Justinus Kerner, deutscher Dichter, Arzt und medizinischer Schriftsteller
- 1865: Stapleton Cotton, 1. Viscount Combermere, britischer Feldmarschall
- 1865: Constant Troyon, französischer Maler
- 1868: Giuseppe Abbati, italienischer Maler
- 1871: Johann Peter Behaghel, deutscher Gymnasiallehrer
- 1871: Carl Johann Ludwig Dham, deutscher Jurist und Politiker, Mitglied der Frankfurter Nationalversammlung
- 1876: Peter Dewes, deutscher Unternehmer und Politiker
- 1879: Schir Ali Chan, Emir von Afghanistan
- 1882: Gottfried Wilhelm Lehmann, deutscher Mitbegründer der deutschen Baptistengemeinden
- 1882: Hugo Emil Schober, deutscher Agrarwissenschaftler
- 1883: Franz von Rinecker, deutscher Arzt
- 1894: Gustave Caillebotte, französischer Maler und Kunstsammler
- 1897: Elies Rogent, katalanischer Architekt
- 1900: Charles Piazzi Smyth, britischer Astronom und Esoteriker aus Schottland

### 20. Jahrhundert

#### 1901–1950
- 1901: Emil Hübner, deutscher Altphilologe und Epigrafiker
- 1901: Otto Kallsen, deutscher Lehrer und Schriftsteller
- 1902: Emil Holub, österreichischer Afrikaforscher

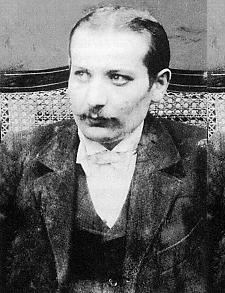
Mathias Kneißl († 1902)

- 1902: Mathias Kneißl, deutscher Schreiner und bayerischer Räuber
- 1902: Hugo von Ziemssen, deutscher Arzt und Hochschullehrer
- 1903: Kate Vaughan, britische Tänzerin und Schauspielerin
- 1909: Xaver Imfeld, Schweizer Kartograf
- 1911: Eugène Vast, französischer Organist und Komponist
- 1912: Émile Lemoine, französischer Mathematiker und Ingenieur
- 1912: Osborne Reynolds, britischer Physiker
- 1918: Heinrich Leonhard Adolphi, deutsch-baltischer Pastor, Schachspieler, evangelischer Märtyrer
- 1918: Hedwig Lachmann, deutsche Dichterin, Schriftstellerin und Übersetzerin
- 1918: Ludwig Johannes Tschischko, lettischer Pastor und evangelischer Märtyrer
- 1919: Malcolm Playfair Anderson, US-amerikanischer Zoologe, Forschungsreisender und Tiersammler

Kurt Eisner († 1919)

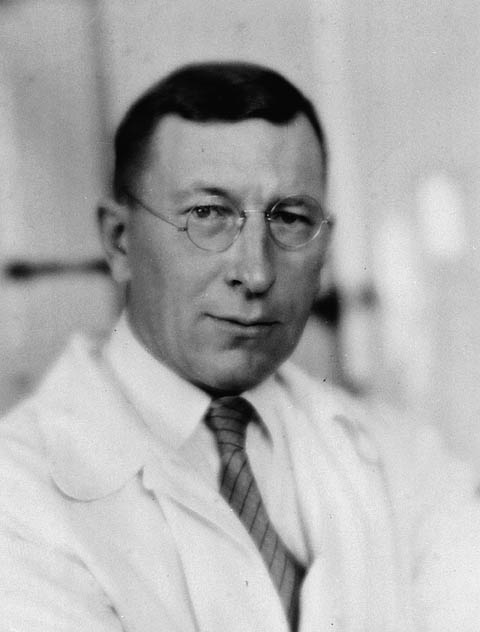
Frederick Banting († 1941)

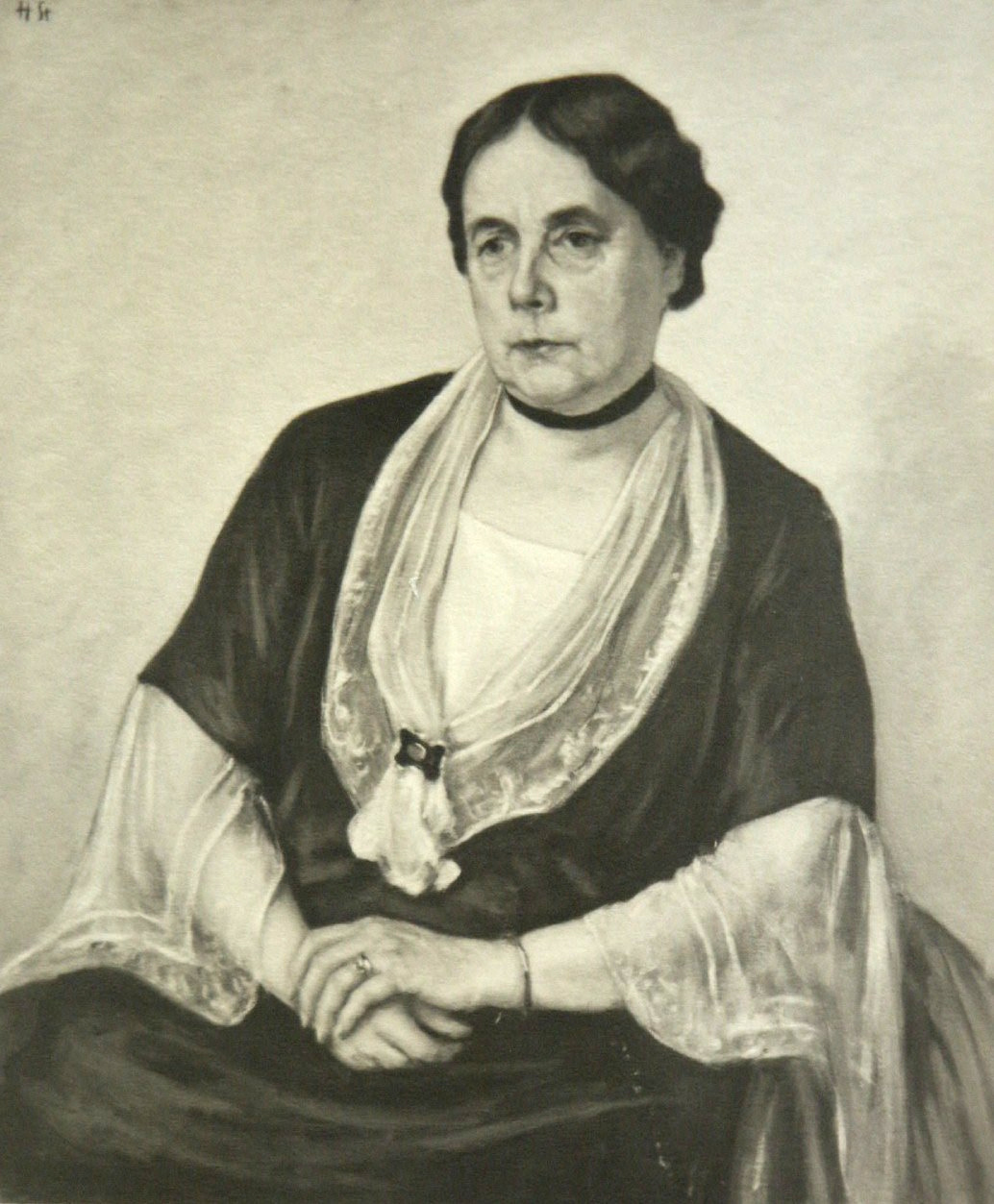
Frida Amsler († 1946)

- 1919: Kurt Eisner, deutscher Politiker, Journalist und Schriftsteller, Ministerpräsident
- 1919: Heinrich Osel, deutscher Politiker und Zollinspektor, MdL, MdR
- 1919: Louis Tuaillon, deutscher Bildhauer
- 1919: Mary Edwards Walker, US-amerikanische Ärztin und Frauenrechtlerin (* 1832)
- 1920: Alfons Heinrich von Portugal, portugiesischer Adeliger, Vizekönig von Portugiesisch-Indien
- 1920: Wladimir Jegorowitsch Makowski, russischer Maler
- 1923: Khama III., traditioneller Herrscher der Bamangwato in Bechuanaland
- 1924: Louis Douzette, deutscher Maler
- 1925: Josef Lang, österreichischer Scharfrichter
- 1926: Heike Kamerlingh Onnes, niederländischer Physiker
- 1928: Hans von Koester, deutscher Adeliger und Admiral
- 1930: Ahmad Schah Kadschar, persischer Schah, letzter Herrscher der Kadscharen-Dynastie
- 1930: George Waring Stebbins, US-amerikanischer Organist und Komponist
- 1932: Wilhelm Robert Nessig, deutscher Lehrer und Geologe
- 1934: Edouard Montet, französisch-schweizerischer evangelischer Geistlicher und Hochschullehrer
- 1934: Augusto César Sandino, nicaraguanischer Widerstandskämpfer
- 1938: George Ellery Hale, US-amerikanischer Astronom
- 1938: Wilhelm Lütgert, deutscher Theologe
- 1939: Edlef Köppen, deutscher Schriftsteller und Rundfunkredakteur
- 1941: Frederick Banting, britischer Mediziner, Mitentdecker des Insulins, Nobelpreisträger
- 1943ː Gertrud Ferchland, deutsche Architektin und Hochschullehrerin in der Lehrerbildung
- 1944: Anton Delbrück, deutscher Psychiater
- 1944: Giacinto Ghia, italienischer Automobildesigner
- 1944: Ferenc Szisz, französisch-ungarischer Rennfahrer
- 1945: Leonhard Adelt, deutscher Buchhändler, Schriftsteller und Journalist
- 1945: Karl Auer, deutscher Fußballspieler
- 1945: Eric Liddell, schottischer Rugbyspieler und Leichtathlet, Olympiasieger
- 1946ː Frida Wilhelmina Amsler-Rauschenbach, Schweizer Aktivistin und Frauenrechtlerin
- 1948: Frederic Lamond, schottischer Pianist, Komponist und Musikpädagoge
- 1950: Mychajlo Skorulskyj, ukrainischer Komponist, Pianist, Dirigent und Hochschullehrer

#### 1951–2000
- 1953: Raymond Glaszmann, französischer Autorennfahrer
- 1953: Amélie von Soden, deutsche Politikerin
- 1956: Karl Anton, deutscher Theologe
- 1956: Edwin Franko Goldman, US-amerikanischer Komponist und Dirigent
- 1957: Willem Frederik Donath, niederländischer Physiologe und Hygieniker
- 1958: Henryk Arctowski, polnischer Wissenschaftler, Ozeanograf und Erforscher der Antarktis
- 1960: Edwina Mountbatten, Countess Mountbatten of Burma, Ehefrau des letzten Vizekönigs von Indien
- 1960: Jacques Becker, französischer Filmregisseur
- 1963: Philip Dalton Hepworth, britischer Architekt
- 1963: Émile Lamarre, kanadischer Sänger
- 1964: Georg Jacoby, deutscher Regisseur und Autor

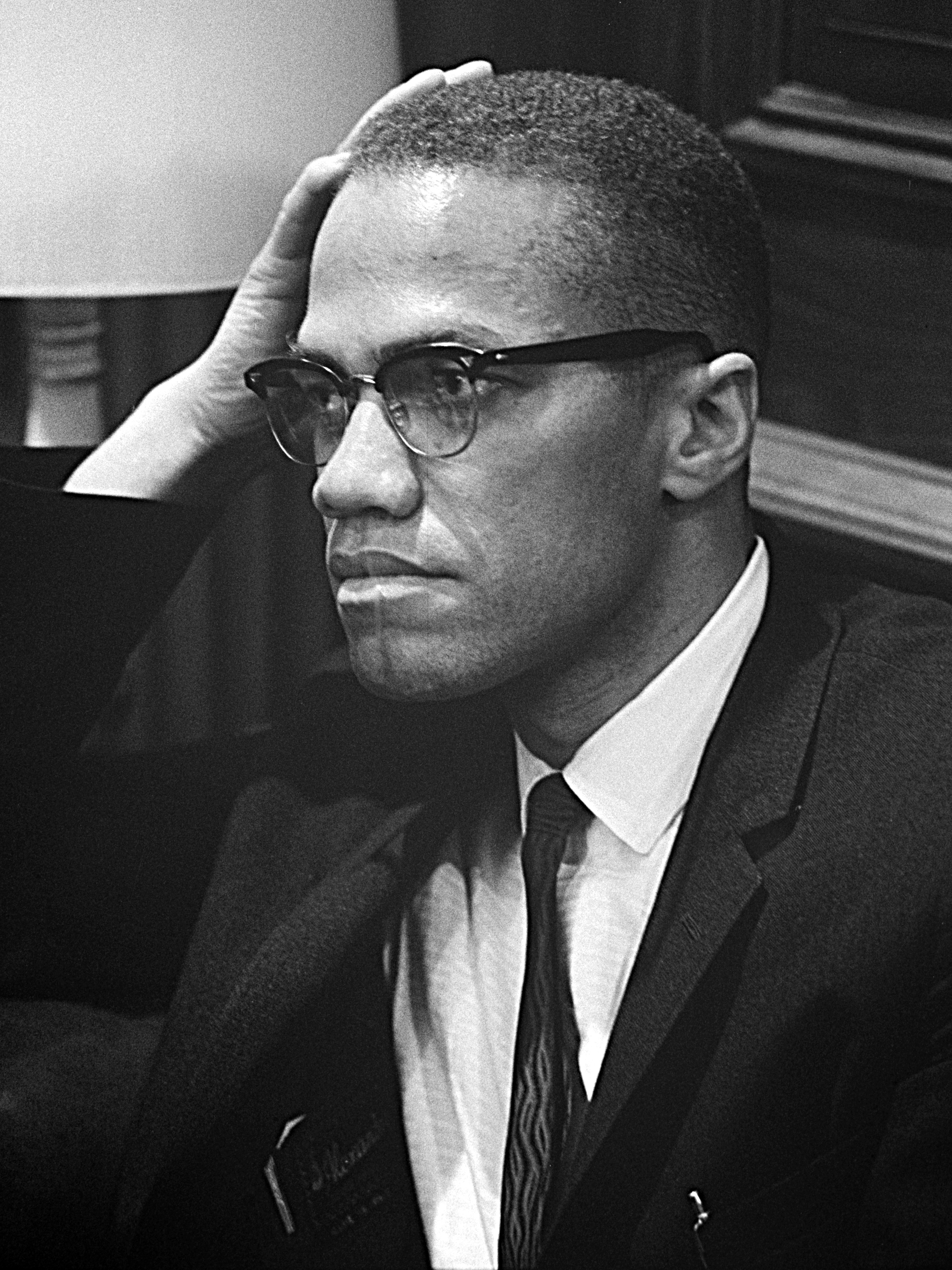
Malcolm X († 1965)

- 1965: Malcolm X, US-amerikanischer muslimischer Seelsorger, Führer der Bürgerrechtsbewegung
- 1966: Willi Trautmann, deutscher Tischtennisspieler
- 1967: Wolf Albach-Retty, österreichischer Schauspieler
- 1968: Howard Walter Florey, australischer Pathologe, Mitentdecker des Penicillins, Nobelpreisträger
- 1968: Robert Jaffé, deutscher Ingenieur, Landwirt und Politiker, MdB
- 1970: Peter Tatsuo Doi, japanischer Kardinal, Erzbischof von Tokio
- 1971: Erich Bödeker, deutscher Bildhauer
- 1971: Tilla Durieux, österreichische Schauspielerin
- 1971: Hanns Hopp, deutscher Architekt
- 1971: Jost Ribary, Schweizer Komponist, Kapellmeister, Klarinetten- und Saxophonspieler
- 1972: Eugène Tisserant, französischer Kardinal und Bischof
- 1975: Jean Georges Baer, Schweizer Naturforscher
- 1976: Tage Aurell, schwedischer Schriftsteller, Drehbuchautor, Journalist und Übersetzer
- 1977: Heinrich Auge, deutscher Gewerkschafter und Politiker, MdB
- 1977: John Hubley, US-amerikanischer Zeichentrickfilmer
- 1977: Henry Jordan, US-amerikanischer American-Football-Spieler und Konzertveranstalter
- 1979: Waldemar de Brito, brasilianischer Fußballspieler
- 1979: Otto Ambros, österreichischer Schauspieler und Regisseur
- 1979: Carola Giedion-Welcker, deutsch-schweizerische Kunsthistorikerin
- 1979: Leopold Hainisch, österreichischer Schauspieler und Theater-, Film- und Fernsehregisseur
- 1980: Alfred Andersch, deutscher Schriftsteller und Rundfunkredakteur
- 1980: Aldo Andreotti, italienischer Mathematiker
- 1980: Mario Lanzi, italienischer Leichtathlet
- 1980: Peter Wiepert, deutscher Heimatforscher und Schriftsteller
- 1981: Ron Grainer, australischer Komponist
- 1982: Mischel Cherniavsky, ukrainisch-kanadischer Cellist
- 1982: Gershom Scholem, deutsch-israelischer Hochschullehrer und Religionshistoriker

- 1983: Eberhard Baier, deutscher General
- 1984: Michail Alexandrowitsch Scholochow, russisch-sowjetischer Schriftsteller, Nobelpreisträger
- 1986: Eckhard Hess, US-amerikanischer Psychologe und Ethologe
- 1987: Leo Adler, österreichischer Maler und Grafiker
- 1987: Curt Becker, deutscher Politiker, MdB
- 1989: Otar Taktakischwili, georgischer Komponist
- 1989: Alex Thépot, französischer Fußballspieler
- 1990: Erika Pelikowsky, österreichische Schauspielerin
- 1991: Margot Fonteyn, britische Ballett-Tänzerin
- 1991: Avelina Landín, mexikanische Sängerin
- 1992: Eva Jessye, US-amerikanische Chordirigentin und Komponistin
- 1993: Jean Lecanuet, französischer Philosoph und Minister
- 1993: Inge Lehmann, dänische Seismologin
- 1993: Herbert Wahrendorf, deutscher Pädagoge, Sportler und Sportfunktionär
- 1996: Morton Gould, US-amerikanischer Komponist, Dirigent und Pianist
- 1996: Rudolf Braunburg, deutscher Schriftsteller
- 1997: Hans Bambey, deutscher General
- 1997: Josef Posipal, deutscher Fußballspieler
- 1999: Gertrude Belle Elion, US-amerikanische Biochemikerin und Pharmakologin, Nobelpreisträgerin
- 2000: Noel Annan, Baron Annan, britischer Nachrichtendienstoffizier
- 2000: Violet Archer, kanadische Komponistin
- 2000: Constance Cummings-John, sierra-leonische Frauenrechtlerin, Politikerin und Lehrerin

### 21. Jahrhundert
- 2001: José Alí Lebrún Moratinos, venezolanischer Kardinal, Erzbischof von Caracas
- 2001: Peter Roggisch, deutscher Schauspieler
- 2002: Hamlet Lima Quintana, argentinischer Schriftsteller und Musiker
- 2004: Guido Molinari, kanadischer Maler und Grafiker
- 2004: Jürgen Roloff, deutscher Theologe
- 2005: Stefi Ákos, ungarische Sängerin
- 2005: Guillermo Cabrera Infante, kubanischer Schriftsteller
- 2005: Horst Drinda, deutscher Regisseur und Schauspieler
- 2005: Gerhard Hecht, deutscher Boxer
- 2005: Josef Metternich, deutscher Opernsänger
- 2006: Angelica Adelstein-Rozeanu, rumänische Tischtennisspielerin

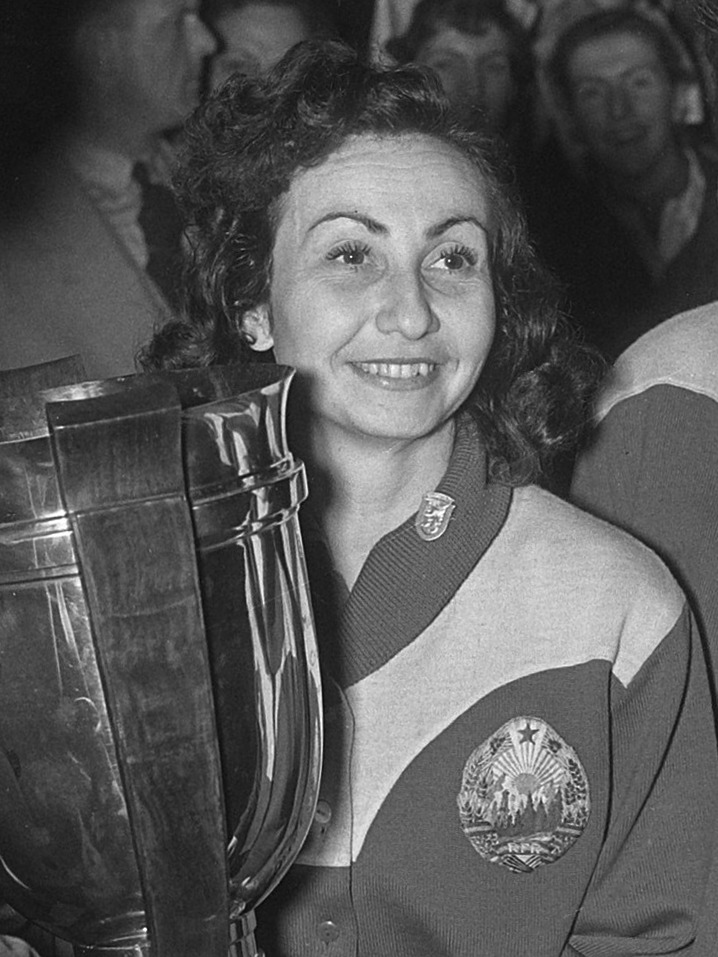
Angelica Rozeanu († 2006)

- 2006: Gennadi Nikolajewitsch Aigi, tschuwaschischer Lyriker
- 2006: Pierre Amandry, französischer Klassischer Archäologe
- 2007: Herbert Thomas Mandl, tschechischer Musiker, Philosoph und Schriftsteller
- 2008: Sufi Abu Taleb, ägyptischer Politiker
- 2008: Hans Janitschek, österreichischer Journalist, Autor und Diplomat
- 2008: Emmanuel Sanon, haitianischer Fußballspieler
- 2010: Stefan Hormuth, deutscher Sozialpsychologe
- 2010: Casimir Johannes Prinz zu Sayn-Wittgenstein-Berleburg, deutscher Unternehmer und Politiker, MdEP
- 2014: Georg C. Brack, deutscher Ingenieur
- 2014: Cornelius Schnauber, deutscher Professor
- 2015: Sophie Behr, deutsche Science-Fiction-Autorin
- 2015: Alexei Alexandrowitsch Gubarew, sowjetischer Kosmonaut,
- 2015: Luca Ronconi, italienischer Theaterregisseur
- 2015: Clark Terry, US-amerikanischer Jazzmusiker und -Komponist
- 2016: Sabine Bard, deutsche Politikerin
- 2016: Pascal Bentoiu, rumänischer Komponist
- 2016: Andrew Herxheimer, deutsch-britischer Arzt und klinischer Pharmakologe
- 2017: Kenneth Arrow, US-amerikanischer Ökonom und Nobelpreisträger
- 2017: Wilhelm G. Niemöller, deutscher Maler, Bildhauer und Lyriker
- 2017: Graciela Paraskevaídis, argentinisch-uruguayische Komponistin und Musikwissenschaftlerin
- 2017: Stanisław Skrowaczewski, polnischer Dirigent und Komponist
- 2018: Billy Graham, US-amerikanischer Prediger
- 2018: Ulrich Pleitgen, deutscher Schauspieler und Sprecher
- 2019: Gus Backus, US-amerikanischer Schlagersänger
- 2019: Ben Hecker, deutscher Schauspieler und Synchronsprecher
- 2019: Hilde Zadek, deutsch-österreichische Opernsängerin
- 2020: Boris Ljoskin, sowjetischer bzw. US-amerikanischer Schauspieler
- 2021: Arthur Cook, US-amerikanischer Sportschütze
- 2021: Shane Lewis, australischer Schwimmer
- 2022: Julio Abreu, paraguayischer Schwimmer
- 2023: Simone Segouin, französische Widerstandskämpferin
- 2023: Marian Skubacz, polnischer Ringer
- 2023: Nadja Tiller, österreichische Schauspielerin
- 2024: Roger Guillemin, französisch-US-amerikanischer Biochemiker, Nobelpreisträger
- 2024: Micheline Presle, französische Schauspielerin
- 2024: Pamela Salem, britische Schauspielerin
- 2025ː Yvonne Curtet, französische Weitspringerin
- 2025ː Gwen McCrae, US-amerikanische Soul- und Disco-Sängerin
- 2025: Herbert Mertin, Rheinland-Pfälzischer Minister der Justiz

## Feier- und Gedenktage
- Kirchliche Gedenktage
  - Lars Levi Læstadius, schwedischer Pfarrer und Botaniker, „Apostel der Lappen“ (evangelisch)
  - Hl. Irene von Rom (katholisch)
  - Hl. Petrus Damiani, italienischer Mönch, Theologe und Kirchenlehrer, Kardinal und Schutzpatron (katholisch)

- Gedenktage internationaler Organisationen
  - Internationaler Tag der Muttersprache (UNO) (seit 2000)

- Brauchtum
  - Deutschland: Biikebrennen

Weitere Einträge enthält die Liste von Gedenk- und Aktionstagen.